# Mutzig
Ne pas confondre avec Mussig, commune du canton de Marckolsheim
Cet article concerne la commune du Bas-Rhin. Pour la brasserie et la bière, voir Brasserie Mutzig.
Mutzig est une commune française située dans la circonscription administrative du Bas-Rhin et, depuis le 1er janvier 2021, dans le territoire de la Collectivité européenne d'Alsace, en région Grand Est.

## Géographie

Représentations cartographiques de la commune
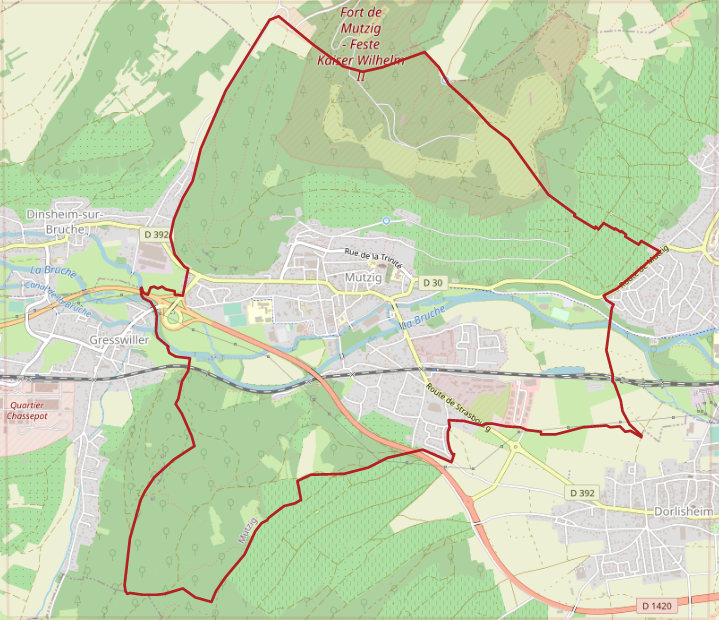
Carte OpenStreetMap.
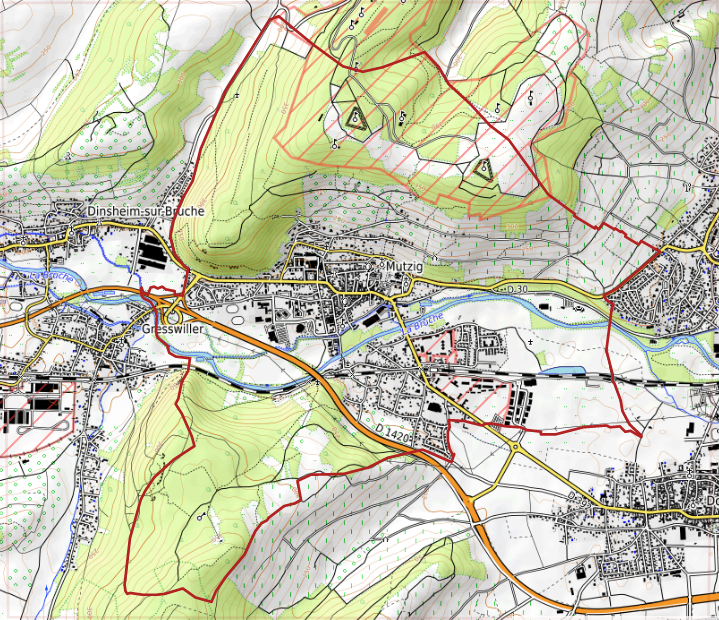
Carte topographique.

### Localisation
Mutzig se situe au pied du Mutzigberg et à l'entrée de la vallée de la Bruche, en bordure de l'ancienne route nationale 420 qui relie Molsheim à Saint-Dié-des-Vosges. Mutzig se situe sur la Route des Vins d'Alsace. 

### Communes limitrophes
Les communes limitrophes sont  Dangolsheim, Dinsheim-sur-Bruche, Dorlisheim, Gresswiller, Molsheim, Rosenwiller et Soultz-les-Bains.
|                     | Dangolsheim | Soultz-les-Bains |
| Dinsheim-sur-Bruche | Mutzig      | Molsheim         |
| Gresswiller         | Rosenwiller | Dorlisheim       |

### Géologie et relief
Hydrogéologie et climatologie :
- territoire communal : occupation du sol ; cours d'eau ;
- géologie : carte géologique; coupes géologiques et techniques ;
- hydrogéologie : masses d'eau souterraine ; cartes piézométriques.

### Sismicité
Commune située dans une zone 3 de sismicité modérée.

### Hydrographie
La commune est dans le bassin versant du Rhin au sein du bassin Rhin-Meuse. Elle est drainée par la Bruche et le canal Couleaux,.
La Bruche, d'une longueur de 77 km, prend sa source dans la commune de Urbeis et se jette  dans l'Ill à Strasbourg, après avoir traversé 37 communes. 

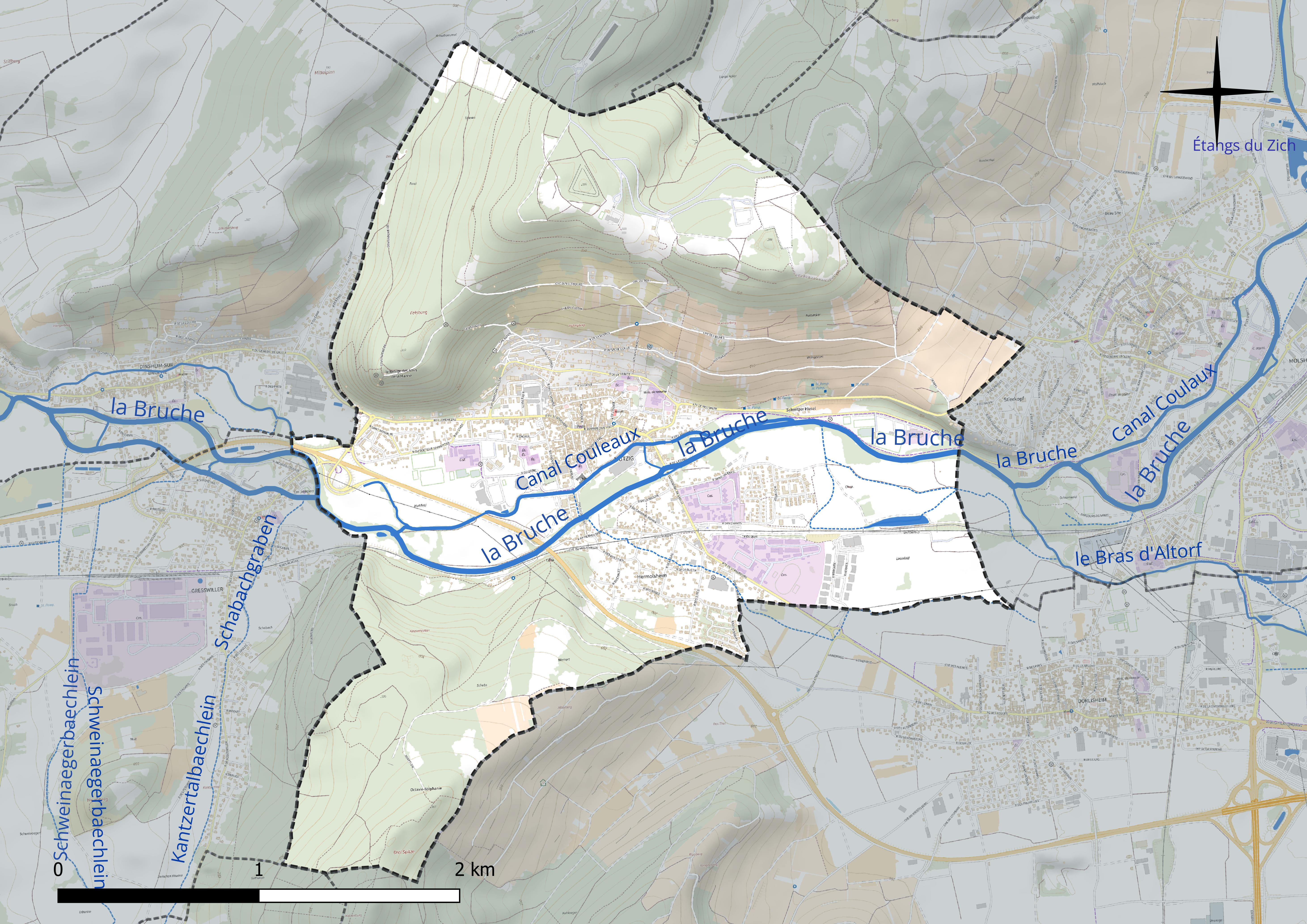
Réseau hydrographique de Mutzig.

### Climat
Pour des articles plus généraux, voir Climat du Grand Est et Climat du Bas-Rhin.
En 2010, le climat de la commune est de type climat des marges montargnardes, selon une étude du Centre national de la recherche scientifique s'appuyant sur une série de données couvrant la période 1971-2000. En 2020, Météo-France publie une typologie des climats de la France métropolitaine dans laquelle la commune est exposée à un climat semi-continental et est dans la région climatique  Vosges, caractérisée par une pluviométrie très élevée (1 500 à 2 000 mm/an) en toutes saisons et un hiver rude (moins de 1 °C). 
Pour la période 1971-2000, la température annuelle moyenne est de 10,2 °C, avec une amplitude thermique annuelle de 17,6 °C. Le cumul annuel moyen de précipitations est de 878 mm, avec 10,3 jours de précipitations en janvier et 10,7 jours en juillet. Pour la période 1991-2020, la température moyenne annuelle observée sur la station météorologique de Météo-France la plus proche, « Strasbourg-Entzheim », sur la commune d'Entzheim à 14 km à vol d'oiseau, est de 11,4 °C et le cumul annuel moyen de précipitations est de 635,7 mm. 
La température maximale relevée sur cette station est de 38,9 °C, atteinte le 25 juillet 2019 ; la température minimale est de −23,6 °C, atteinte le 23 janvier 1942,,. 
Les paramètres climatiques de la commune ont été estimés pour le milieu du siècle (2041-2070) selon différents scénarios d'émission de gaz à effet de serre à partir des nouvelles projections climatiques de référence DRIAS-2020. Ils sont consultables sur un site dédié publié par Météo-France en novembre 2022.

## Urbanisme

### Typologie
Au 1er janvier 2024, Mutzig est catégorisée ceinture urbaine, selon la nouvelle grille communale de densité à sept niveaux définie par l'Insee en 2022.
Elle appartient à l'unité urbaine de Molsheim, une agglomération intra-départementale regroupant dix  communes, dont elle est ville-centre,,. Par ailleurs la commune fait partie de l'aire d'attraction de Strasbourg (partie française), dont elle est une commune de la couronne,. Cette aire, qui regroupe 268 communes, est catégorisée dans les aires de 700 000 habitants ou plus (hors Paris),.

### Occupation des sols

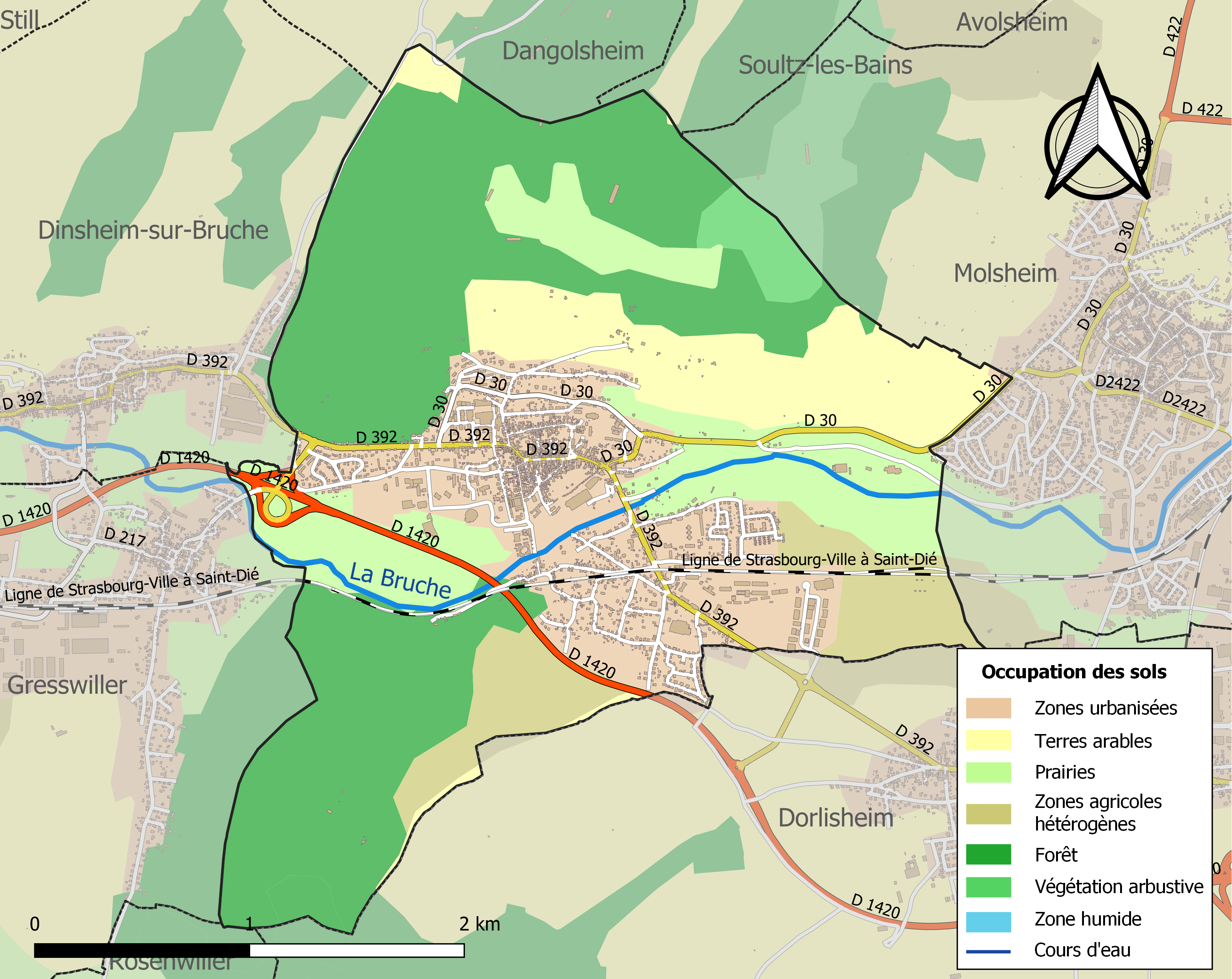
Carte des infrastructures et de l'occupation des sols de la commune en 2018 (CLC).

L'occupation des sols de la commune, telle qu'elle ressort de la base de données européenne d’occupation biophysique des sols Corine Land Cover (CLC), est marquée par l'importance des forêts et milieux semi-naturels (41,7 % en 2018), en diminution par rapport à 1990 (47,1 %). La répartition détaillée en 2018 est la suivante : forêts (39,6 %), zones urbanisées (16,5 %), prairies (15,8 %), cultures permanentes (11,5 %), zones agricoles hétérogènes (8 %), zones industrielles ou commerciales et réseaux de communication (5,9 %), milieux à végétation arbustive et/ou herbacée (2,1 %), terres arables (0,6 %). L'évolution de l’occupation des sols de la commune et de ses infrastructures peut être observée sur les différentes représentations cartographiques du territoire : la carte de Cassini (XVIIIe siècle), la carte d'état-major (1820-1866) et les cartes ou photos aériennes de l'IGN pour la période actuelle (1950 à aujourd'hui).

### Écarts et lieux-dits
- Hermolsheim [\(h)ɛʁ.mɔls.(h)ajm\] (quartier méridional)[19].

### Voies de communications et transports

#### Voies routières
- A35, aussi appelée autoroute des cigognes ou l'Alsacienne : Échangeurs Innenheim, Krautergersheim, Obernai.
- A350 : A35 Basel.
- A351 : N4 (Wasselonne - Saverne), Échangeur Oberhausbergen - Wolfisheim.
- A352 : Échangeur N420/ D500 Molsheim - Obernai, A35 - A355 (GCO).
- A4, aussi appelée autoroute de l’Est : Échangeurs Bischheim, A35 Basel, Strasbourg.

#### Transports en commun
- Transports en Alsace.
- Fluo Grand Est.

##### Lignes SNCF

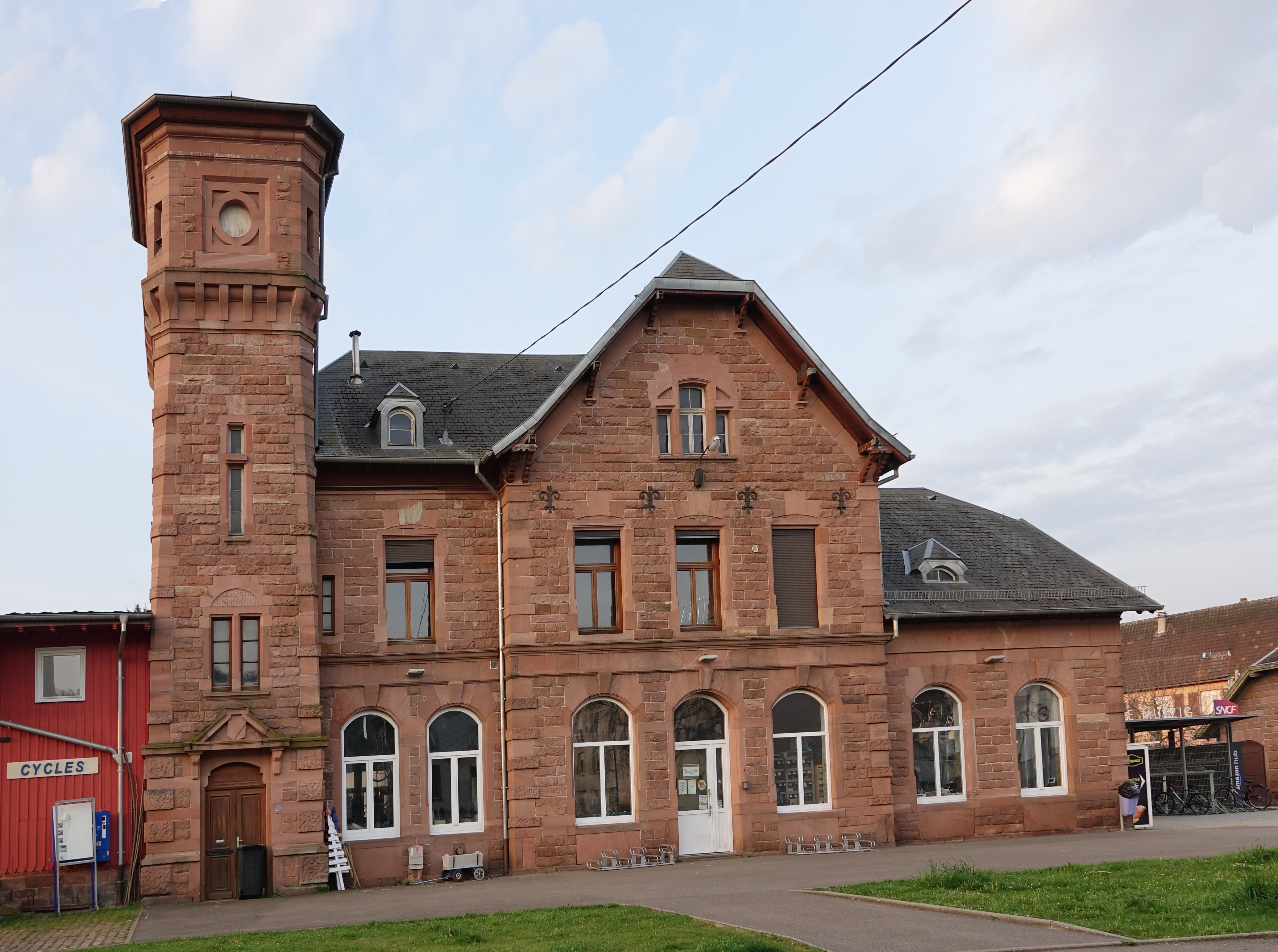
gare de Mutzig.

- La gare de Mutzig se situe sur la ligne de Strasbourg-Ville à Saint-Dié.
- Gare de Gresswiller.
- Gare de Dorlisheim.
- Gare de Molsheim.
- Gare de Rosheim.

## Toponymie
- Muzzeca (913-933), Mucheche (1159), Muzecha (1163), Muezichen (1221), Muzziche (1263), Mutziche (1286).

## Histoire

### Préhistoire
Les premiers vestiges paléolithiques ont été découverts entre Mutzig et Gresswiller en 1890 lors de la construction de ce qui allait devenir la ligne de Strasbourg-Ville à Saint-Dié. Il s'agissait d'ossements de grands herbivores typiques de périodes glaciaires.
En 1992, un important site occupé pendant le Paléolithique moyen a été découvert le long du boulevard Clemenceau, en contrebas de la falaise du Felsbourg.
Les sondages organisés entre 1992 et 1997 ont permis de mettre en évidence l'étendue du site et de déterminer que les chasseurs nomades néandertaliens y ont régulièrement installé leur campement, sous les différents abris sous roches présents au pied de la falaise. À partir de 2010, des campagnes de fouilles programmées ont été entreprises et sont encore en cours chaque été. Elles livrent des outils en pierre taillés, des ossements de gros herbivores et une stratigraphie du début de la dernière glaciation, vers 90.000 ans avant notre ère, ce qui fait du site de Mutzig et notamment du lieu-dit Rain,« un des plus importants de toute l'Alsace, voire de tout l'axe rhénan pour comprendre l'axe humain néandertalien. »

### Antiquité
Un atelier de poterie romain situé à Heiligenberg - Dinsheim le long de la voie Argentoratum - Donon qui traversait vraisemblablement la Bruche au niveau de Mutzig ainsi qu'un important cimetière mérovingien situé au lieu-dit Leimpel, au nord-ouest de Mutzig, laissent entrevoir l'importance des lieux à l'époque.

### Moyen Âge
La première mention de la ville apparaît dans la première moitié du Xe siècle, lorsque les évêques de Strasbourg Richevin et Ruthardt donnèrent des vignes sises « in Muzzeca » à l’église Saint-Thomas de Strasbourg. Cette appellation devint Muzziche en 1263 puis Mutziche en 1286.
À cette époque, Mutzig était l’enjeu d’une longue lutte entre l'Empereur germanique et l’évêque de Strasbourg, lutte qui se conclut en 1308 par la victoire du dernier.

### Renaissance
Tout comme le reste de l'Alsace, Mutzig subit de nombreux conflits. En 1421, Mutzig réchappa d'une attaque des troupes strasbourgeoises. En 1444, elle battit les Armagnacs. Prise en 1454 par le duc de Deux-Ponts, elle fut libérée par les troupes strasbourgeoises.
Elle n'eut par contre pas à souffrir de la guerre des Paysans allemands en 1525.

### Époque moderne
Après plus d'un siècle et demi de calme relatif, Mutzig subit durement la guerre de Trente Ans (1618-1648). En 1622, elle fut investie par les troupes d'Ernst von Mansfeld puis par les troupes suédoises en 1632. La peste noire s'ensuivit et provoqua trois cents décès dont celui du noble Jacques de Landsberg. Au bout du compte, Mutzig ne comptait plus que 430 habitants mais ce n'était pas fini. La campagne de Turenne en Alsace et l’occupation successive de la ville par les troupes de Montecuccoli puis celles de Créqui et enfin celles de Monclar clôturèrent cette période noire.
La paix qui s'ensuivit amena la prospérité de Mutzig par le développement économique et démographique, brièvement troublée par l'incursion des Pandours en 1744.
À cette époque, Mutzig, qui était le siège du bailliage Mutzig-Schirmeck, était dirigée par un conseil composé du prévôt, de deux bourgmestres et de neuf conseillers. La bourgeoisie se répartissait en corporations et le principal revenu provenait du vignoble.

### Époque contemporaine
À la suite de la Révolution, une manufacture d'armes s'installa à Mutzig dans le château et ses dépendances achetés par les frères Coulaux à cette fin en 1803.
Cette manufacture allait produire les fusils Chassepot, leur nom provenant de leur inventeur Antoine Alphonse Chassepot, un natif de Mutzig.
La ville connut un développement industriel exceptionnel et de nombreuses petites industries prospérèrent. Ce développement reprit au cours de la période allemande, entre la guerre franco-prussienne de 1870 et la Première Guerre mondiale, époque durant laquelle furent construites deux casernes  en ville et surtout la Feste Kaiser Wilhelm II. (le fort de Mutzig, voir infra) dont la construction et la modernisation s'étalèrent sur quasiment toute la période.

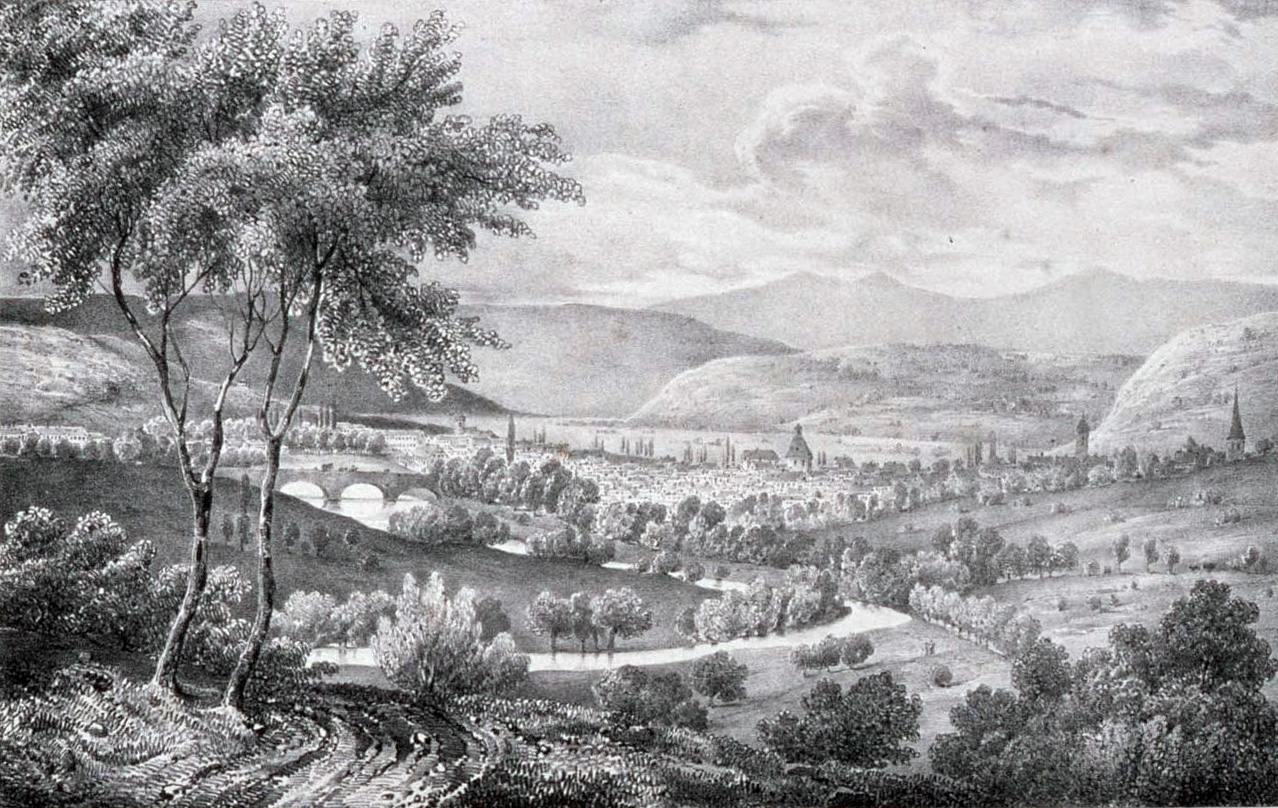
Mutzig en 1836.
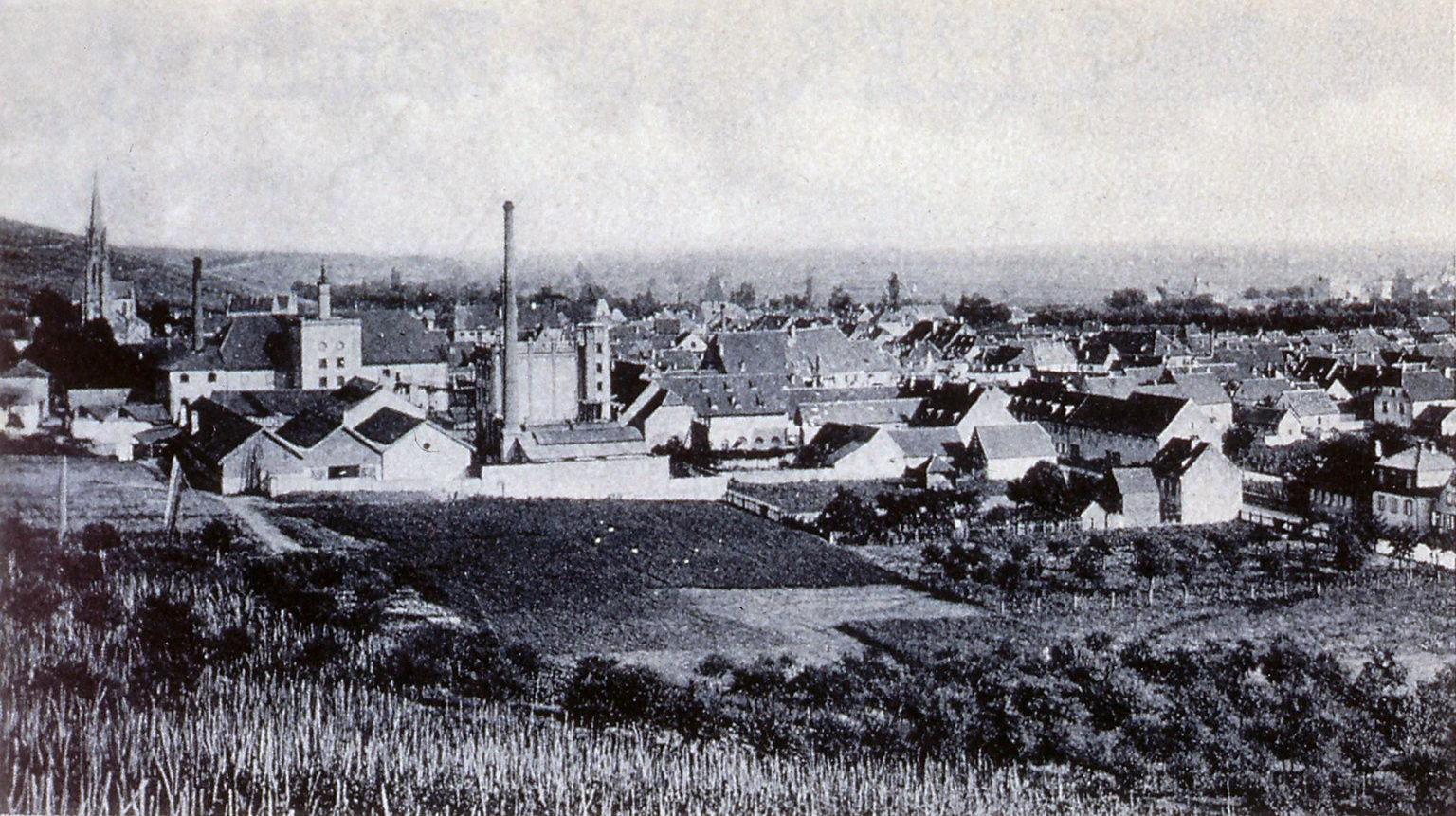
Mutzig en 1900.

### Jumelage
Depuis 1990 Mutzig est jumelée avec deux villes du monde : Freisen en Allemagne, rejointe par Almeida au Portugal en 2011.

### Garnison
À la fin du XIXe siècle, les autorités allemandes décident d'édifier un fort sur les hauteurs de la ville puis mettent en chantier des casernes dans les faubourgs de la commune.
La caserne d'infanterie est construite en 1897, elle prend le nom de quartier Moussy au lendemain de la Première Guerre mondiale. La construction de la caserne d'artillerie débute en 1912, elle devient le quartier Clerc lorsque la commune redevient française.
Le 153e régiment d'infanterie (153e RI) a tenu garnison à Mutzig du 6 janvier 1963 au 31 juillet 1993. On remarquera aussi la présence de la 8e compagnie du 43e régiment de transmissions (43e RT) de Montigny-lès-Metz en 1989.
Depuis le 1er septembre 1994, la ville accueille le 44e régiment de transmissions (44e RT). Son centre de guerre électronique est installé au sein du fort de Mutzig. La garnison comprend également la 48e antenne médicale.

## Politique et administration

### Liste des maires
| Période                                  | Période                   | Identité                      | Étiquette | Qualité |
| ---------------------------------------- | ------------------------- | ----------------------------- | --------- | --- |
| Les données manquantes sont à compléter. |                           |                               |           | |
|                                          | 21 décembre 1939 (décès)  | Alphonse Klaeylé              |           | |
| 1939                                     | 25 mars 1940              | Alfred Salomon                |           | |
| 1940                                     | novembre 1944             | Richard Mantz                 |           | Bürgermeister |
| 1944                                     | 14 mars 1945              | Laurent Kauffmann (1889-1961) |           | |
| 14 mars 1945                             | 6 octobre 1945            | Alfred Salomon                |           | |
| 6 octobre 1945                           | 7 mars 1959               | Victor Weiss                  |           | |
| Les données manquantes sont à compléter. |                           |                               |           | |
| ca. 1965                                 |                           | Robert Klaeylé (1904-1983)    |           | |
| Les données manquantes sont à compléter. |                           |                               |           | |
| mars 1971                                | 7 novembre 1972 (décès)   | Roger Leissner (1913-1972)    |           | Industriel |
| 1972                                     | 13 mars 1977              | Alice Leissner                |           | Directrice d'usine, ancienne athlète Première femme maire en Alsace                                                                                    |
| 13 mars 1977                             | 2 août 1981 (décès)       | René Brencklé                 |           | Directeur d'usine |
| 26 septembre 1981                        | mars 2001                 | André Courtès                 | DVG       | Professeur certifié d'EPS puis attaché de direction Vice-président du SIVOM de Molsheim-Mutzig et environs Chevalier de l'Ordre national du Mérite     |
| mars 2001                                | 5 novembre 2008 (décès)   | Roger Niggel                  | DVD       | Directeur de magasin de ventes 1er vice-président de la CC de la région de Molsheim-Mutzig                                                             |
| 19 novembre 2008                         | 6 avril 2014              | Raymond Bernard               | DVD       | Retraité de la banque |
| 6 avril 2014                             | En cours (au 31 mai 2020) | Jean-Luc Schickelé            | DVD       | Retraité, anciennement agent général d'assurances 1er vice-président de la CC de la région de Molsheim-Mutzig (2014 → ) Réélu pour le mandat 2020-2026 |

### Intercommunalité
Commune membre de la Communauté de communes de la Région de Molsheim-Mutzig.

### Budget et fiscalité 2021
En 2021, le budget de la commune était constitué ainsi :
- total des produits de fonctionnement : 4 915 000 €, soit 806 € par habitant ;
- total des charges de fonctionnement : 4 040 000 €, soit 663 € par habitant ;
- total des ressources d'investissement : 1 016 000 €, soit 167 € par habitant ;
- total des emplois d'investissement : 1 020 000 €, soit 167 € par habitant ;
- endettement : 2 000 €, soit 0 € par habitant.

Avec les taux de fiscalité suivants :
- taxe d'habitation : 12,57 % ;
- taxe foncière sur les propriétés bâties : 17,94 % ;
- taxe foncière sur les propriétés non bâties : 72,30 % ;
- taxe additionnelle à la taxe foncière sur les propriétés non bâties : 0,00 % ;
- cotisation foncière des entreprises : 0,00 %.

Chiffres clés Revenus et pauvreté des ménages en 2020 : médiane en 2020 du revenu disponible, par unité de consommation : 21 430 €.

## Économie

### Entreprises et commerces

#### Agriculture
- Culture de la vigne.
- Culture de céréales, de légumineuses et de graines oléagineuses.
- Culture de fruits à pépins et à noyau.
- Élevage d'autres animaux.
- Exploitation forestière.

#### Tourisme
- Hébergements et restauration à Mutzig, Gresswiller, Dorlisheim, Molsheim.

#### Commerces
- Commerces et services de proximité.

## Population et société

### Démographie

#### Pyramide des âges
L'évolution du nombre d'habitants est connue à travers les recensements de la population effectués dans la commune depuis 1793. Pour les communes de moins de 10 000 habitants, une enquête de recensement portant sur toute la population est réalisée tous les cinq ans, les populations de référence des années intermédiaires étant quant à elles estimées par interpolation ou extrapolation. Pour la commune, le premier recensement exhaustif entrant dans le cadre du nouveau dispositif a été réalisé en 2005.

En 2022, la commune comptait 6 101 habitants, en évolution de +1,82 % par rapport à 2016 (Bas-Rhin : +3,17 %, France hors Mayotte : +2,11 %).
| 1793  | 1800  | 1806  | 1821  | 1831  | 1836  | 1841  | 1846  | 1851  |
| ----- | ----- | ----- | ----- | ----- | ----- | ----- | ----- | ----- |
| 2 336 | 2 359 | 2 652 | 3 122 | 3 551 | 3 492 | 3 424 | 3 777 | 3 868 |

| 1856  | 1861  | 1866  | 1871  | 1875  | 1880  | 1885  | 1890  | 1895  |
| ----- | ----- | ----- | ----- | ----- | ----- | ----- | ----- | ----- |
| 3 600 | 3 562 | 3 668 | 2 821 | 2 785 | 2 658 | 2 727 | 2 518 | 2 815 |

| 1900  | 1905  | 1910  | 1921  | 1926  | 1931  | 1936  | 1946  | 1954  |
| ----- | ----- | ----- | ----- | ----- | ----- | ----- | ----- | ----- |
| 3 442 | 3 435 | 3 262 | 2 828 | 2 587 | 2 791 | 3 233 | 2 762 | 3 291 |

| 1962  | 1968  | 1975  | 1982  | 1990  | 1999  | 2005  | 2006  | 2010  |
| ----- | ----- | ----- | ----- | ----- | ----- | ----- | ----- | ----- |
| 3 087 | 3 703 | 3 891 | 4 174 | 4 552 | 5 584 | 5 976 | 5 898 | 5 664 |

| 2015  | 2020  | 2022  | - | - | - | - | - | - |
| ----- | ----- | ----- | - | - | - | - | - | - |
| 5 926 | 6 083 | 6 101 | - | - | - | - | - | - |

### Enseignement
Établissements d'enseignements :
- Écoles maternelles et primaires.
- Collèges à Mutzig, Molsheim, Rosheim, Duttlenheim.
- Lycées à Molsheim, Obernai.

### Santé
Professionnels et établissements de santé :
- Médecins à Mutzig, Dorlisheim, Molsheim.
- Pharmacies à Mutzig, Dorlisheim, Molsheim.
- Hôpitaux à Mutzig, Molsheim, Rosheim, Obernai.

### Cultes
- Culte catholique, Communauté de paroisses de Mutzig (Dinsheim sur Bruche - Dorlisheim - Gresswiller - Mutzig - Still)[43], Diocèse de Strasbourg.
- Culte protestant, UEPAL Bruche & Vignoble. Paroisses protestantes de Molsheim et Mutzig, Dorlisheim-Rosheim & env[44].

## Culture locale et patrimoine

### Lieux et monuments

#### Le Fort de Mutzig
48° 33′ 16,75″ N, 7° 27′ 17,91″ E Fortifications allemandes, construites à la fin du XIXe siècle (1893-1916) par l'empereur Guillaume II, dite Feste Kaiser Wilhelm II. Plus grande fortification allemande de l'époque, l'ouvrage barrait la plaine d'Alsace avec un minimum de troupes (6 à 8 000 hommes) contre une offensive sud-nord française afin de permettre l'offensive allemande par la Belgique (plan Schlieffen). Première fortification construite en Allemagne après la crise de l'obus à brisance (également connue comme « crise de l'obus-torpille »), il servit de prototype à un nouveau concept : la fortification éclatée ou le groupe fortifié appelé Feste. De nouvelles techniques furent inaugurées : le béton, le cuirassement et le courant électrique. La Feste Kaiser Wilhelm II était la plus vaste et la plus puissante fortification en 1914 en Europe. Le fort tira le 18 août 1914 en direction de la vallée de la Bruche, il bloqua les troupes françaises et permit aux troupes allemandes de reprendre la vallée de la Bruche.

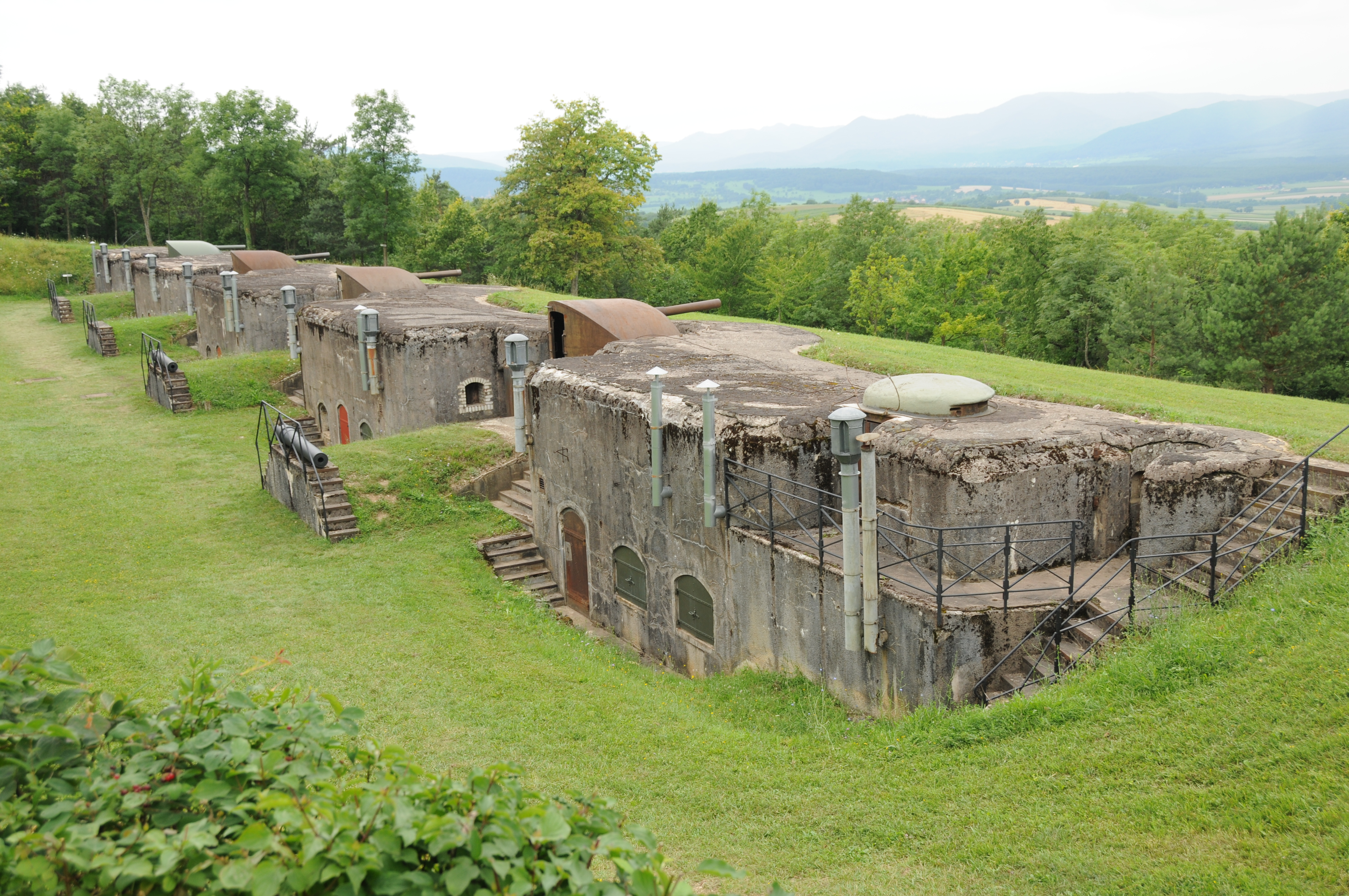
Fort de Mutzig.

La Feste (« fort ») est ouverte de mars à décembre pour des visites guidées.
Une partie du fort de Mutzig est utilisée aujourd'hui pour l'interception des communications satellites. Le fort est divisé en deux parties distinctes, la première accessible au public et visitable, en témoignage des anciennes batailles, et l'autre strictement interdite d'accès et sous protection militaire. Un certain nombre d'antennes et de systèmes d’interception y servent à intercepter les communications Internet et téléphones dans ce que l'on nomme communément le réseau d'écoutes « frenchelon ». La base de Mutzig fait partie des nombreuses installations militaires françaises destinées à l'écoute des communications ; d'autres sites militaires de télécommunication sont bien connus : Feucherolles, les Alluets-le-Roi, Domme (Périgord) ou Boullay-les-Troux.

#### L'hôtel de ville
Cet édifice municipal a été construit en 1746 d'après les plans de l'architecte Joseph Massol. C'est un bâtiment assez sobre dont la façade est ornée d'un avant-corps surmonté d'un fronton triangulaire. La date de 1851 indique un réaménagement du second étage. L'hôtel de ville se signale surtout par une curieuse tour à bulbe. Placé dans une ouverture du beffroi, un automate représentant une tête grimaçante ouvre la bouche et remue les oreilles quand l'horloge sonne,,.

#### La place de la Fontaine
L'actuel fût de colonne de style Renaissance, à riche décor végétal, surmonté d'un globe est une copie. L'original de 1667 se trouve au Musée de Mutzig. Le bassin de la fontaine est reconstruit à l'identique en 1911, d'après les plans de Johann Knauth, architecte de l'Œuvre Notre-Dame de Strasbourg.

#### La porte de Strasbourg
C'est l'un des principaux vestiges des anciennes fortifications. En 1775, la porte remplace son barbacane par un arc géant, qui lui sera démoli en 1894. C'est depuis lors que saint Maurice orne la face sud de cette tour. Le premier étage servira de prison municipale jusqu'à la Première Guerre mondiale. Les deux maisons qui étaient attenantes à cette tour sont détruites en 1940,.

#### Le château des Rohan
C'est au XIVe siècle que le château de type Wasseburg commence à défendre l'entrée de la vallée de la Bruche. Le château est en forme de fer à cheval avec des tours carrées aux angles. La chapelle qui s'élève au sud-est des bâtiments fut détruite en 1942. Passé de mains en mains depuis la guerre de Trente Ans, ce lieu finira par être acquis en 1962 par la ville de Mutzig, où il sera converti en centre culturel. S'y trouvent entre autres le cinéma, la bibliothèque et l'école de musique,.

#### Le Musée municipal
Ce musée se trouvant dans le château des Rohan a été inauguré le 2 février 1996, au même moment qu'une exposition temporaire sur une intéressante station du Paléolithique moyen trouvé au pied du Felsbourg. Au rez-de-chaussée, des éléments lapidaires y sont regroupés. Une salle est consacrée à l'époque romaine avec des poteries et à l'époque mérovingienne avec un squelette et un couvercle de sarcophage pour sépulture multiple. Des pierres bornes, des emblèmes de la famille de Müllenheim ainsi qu'un linteau de porte de la chapelle Saint-Jacques complètent l'étage. Le second niveau est consacré entièrement aux armes du Premier et du Second Empire ainsi que des cuirasses qui parachèvent cet ensemble. S'y trouvent également les collections de fusils fabriqués à la Manufacture d'Armes de Mutzig, ainsi que Chassepot et son célèbre fusil.

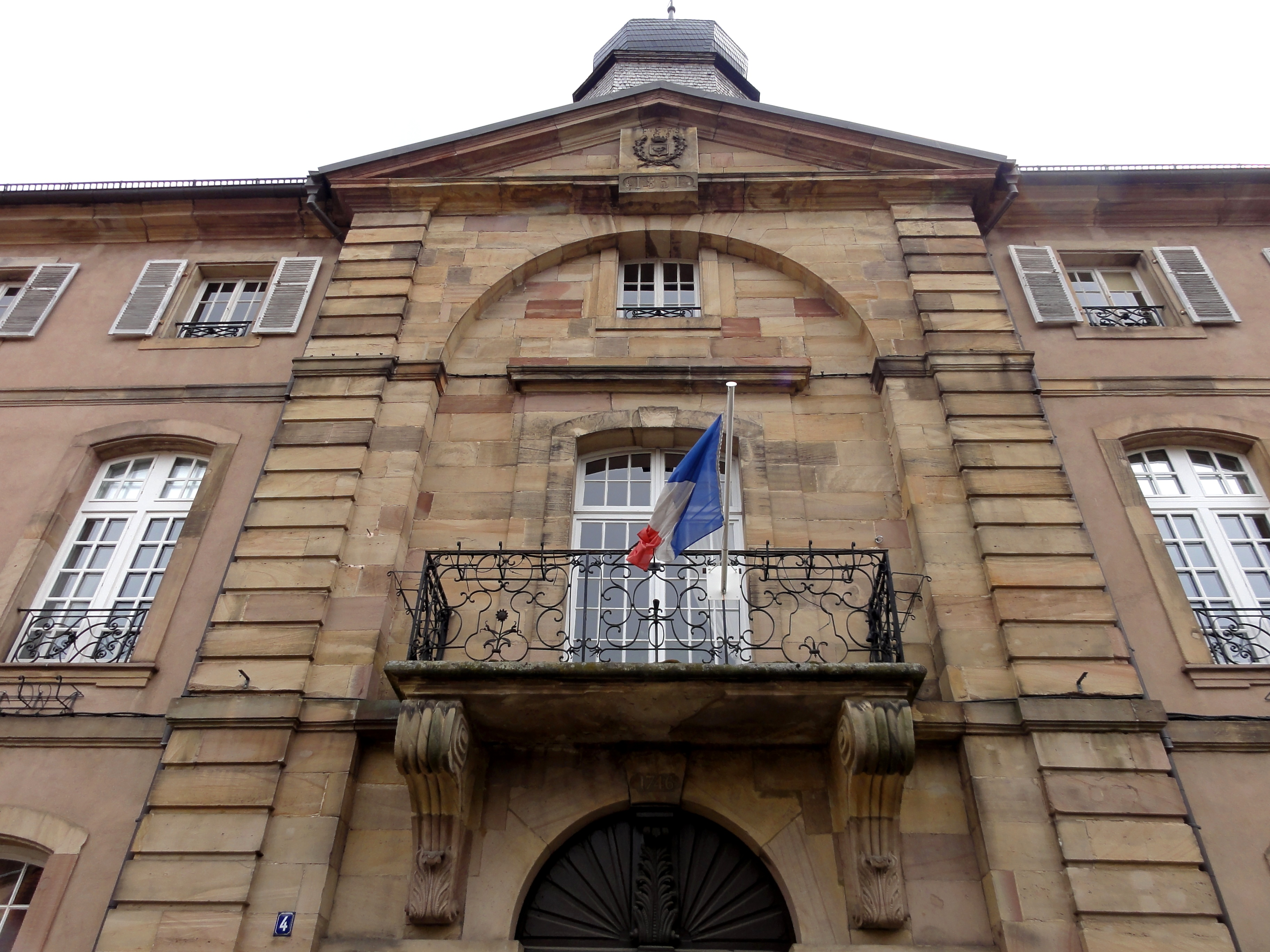
Hôtel de ville (1746-1851).
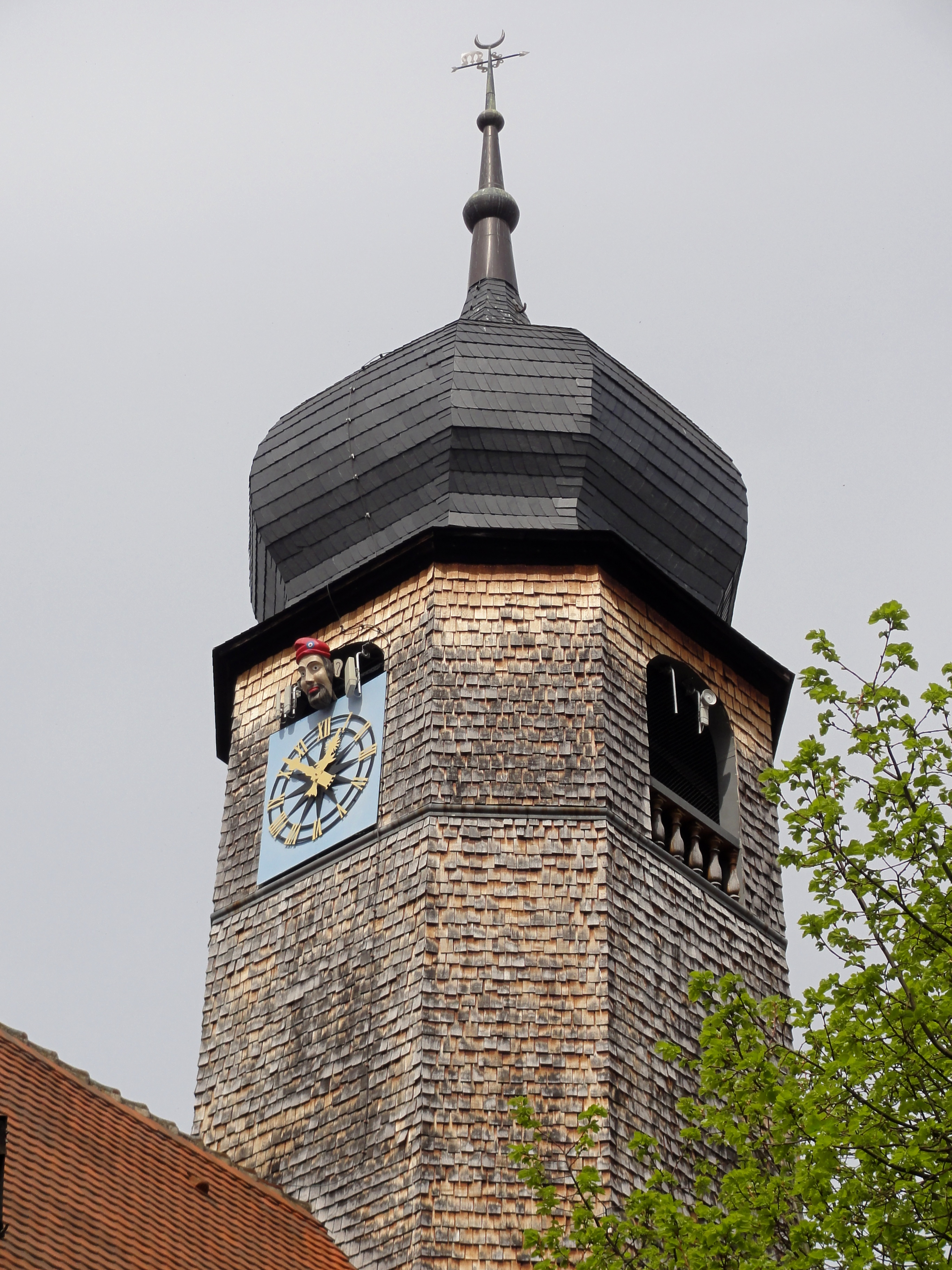
Jacquemart de l'hôtel de ville.
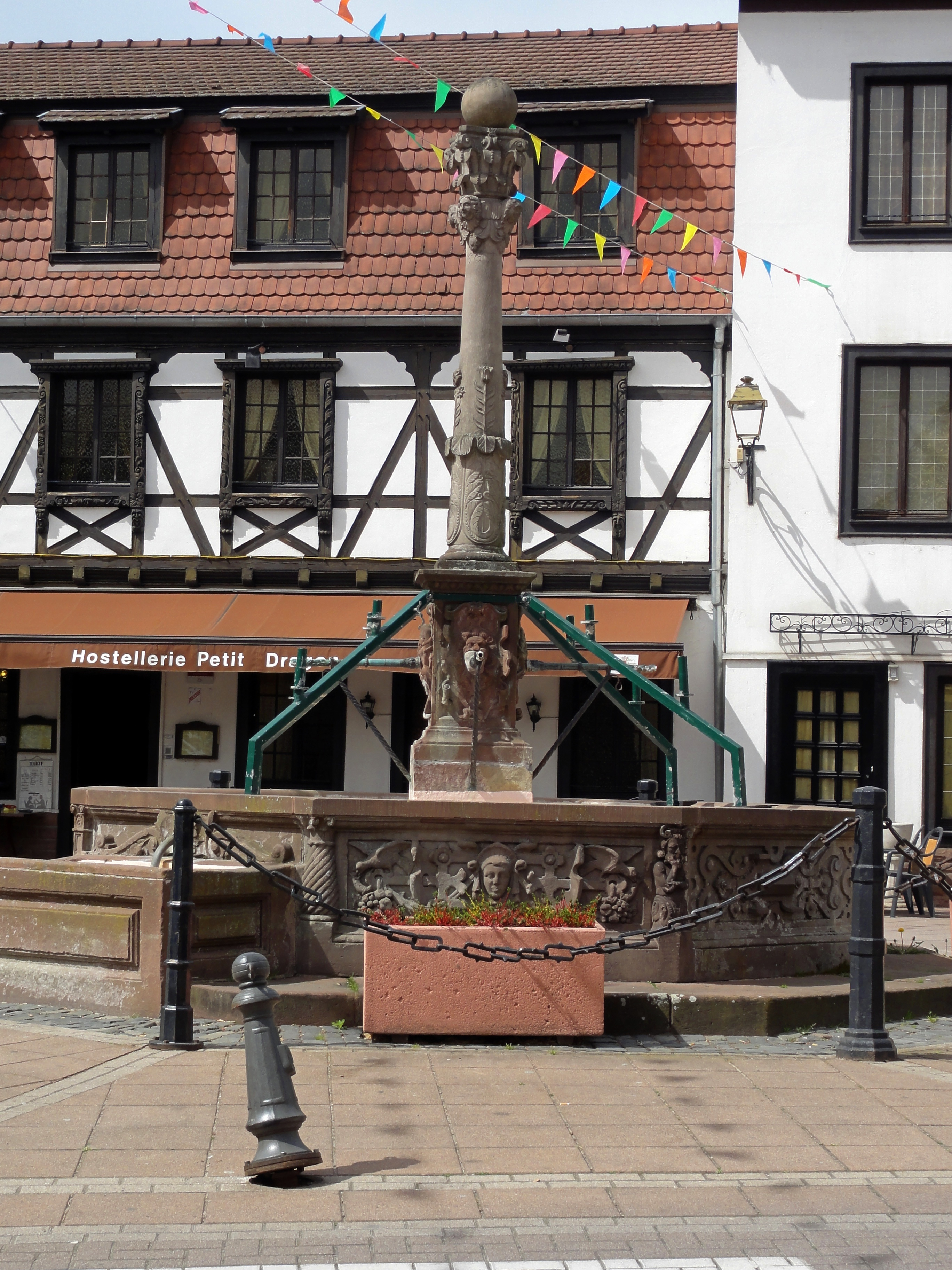
Fontaine (XVIIe-XXe), place de la Fontaine.
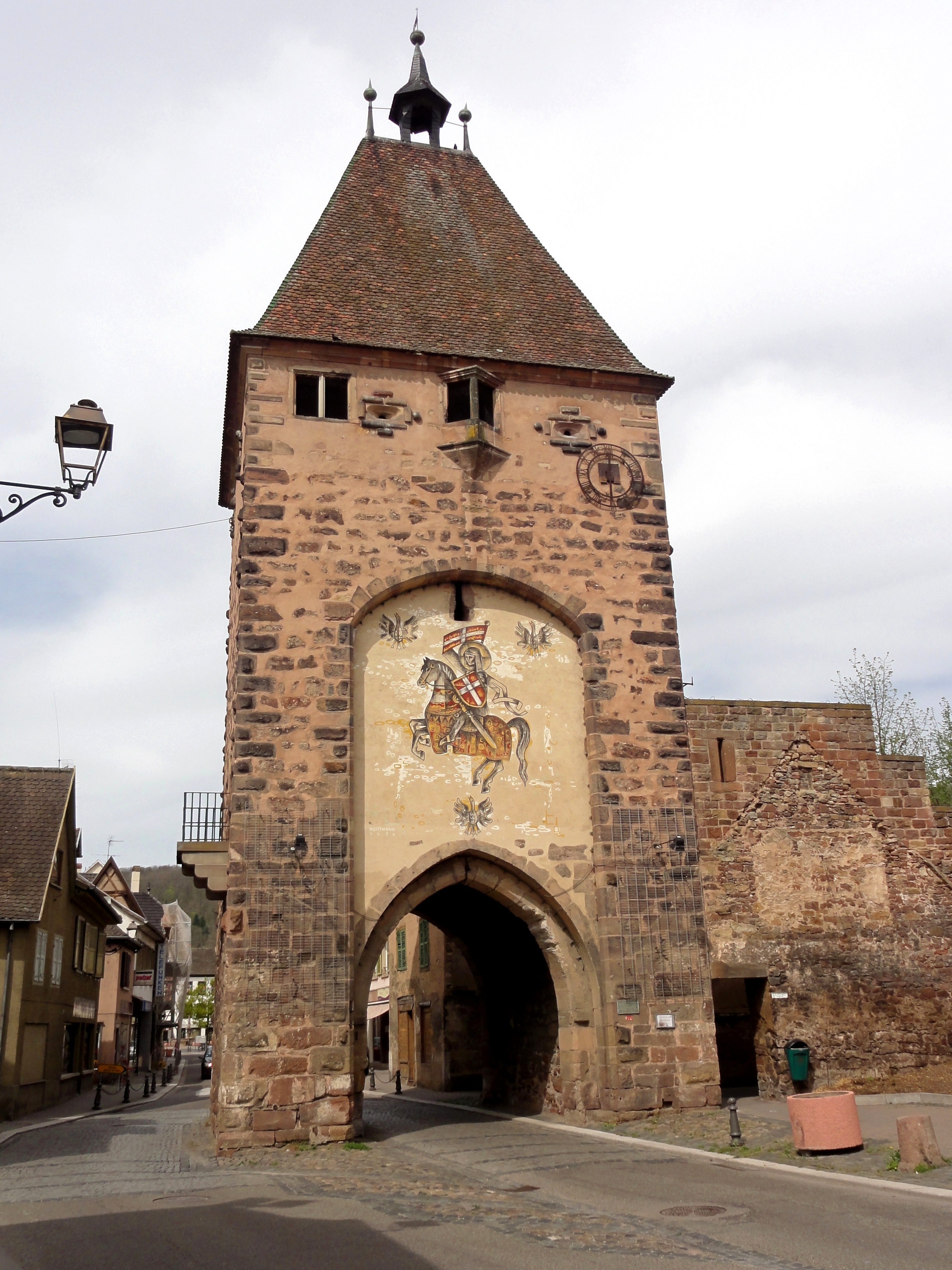
Porte de Strasbourg (XIVe-XVIIIe), façade est.
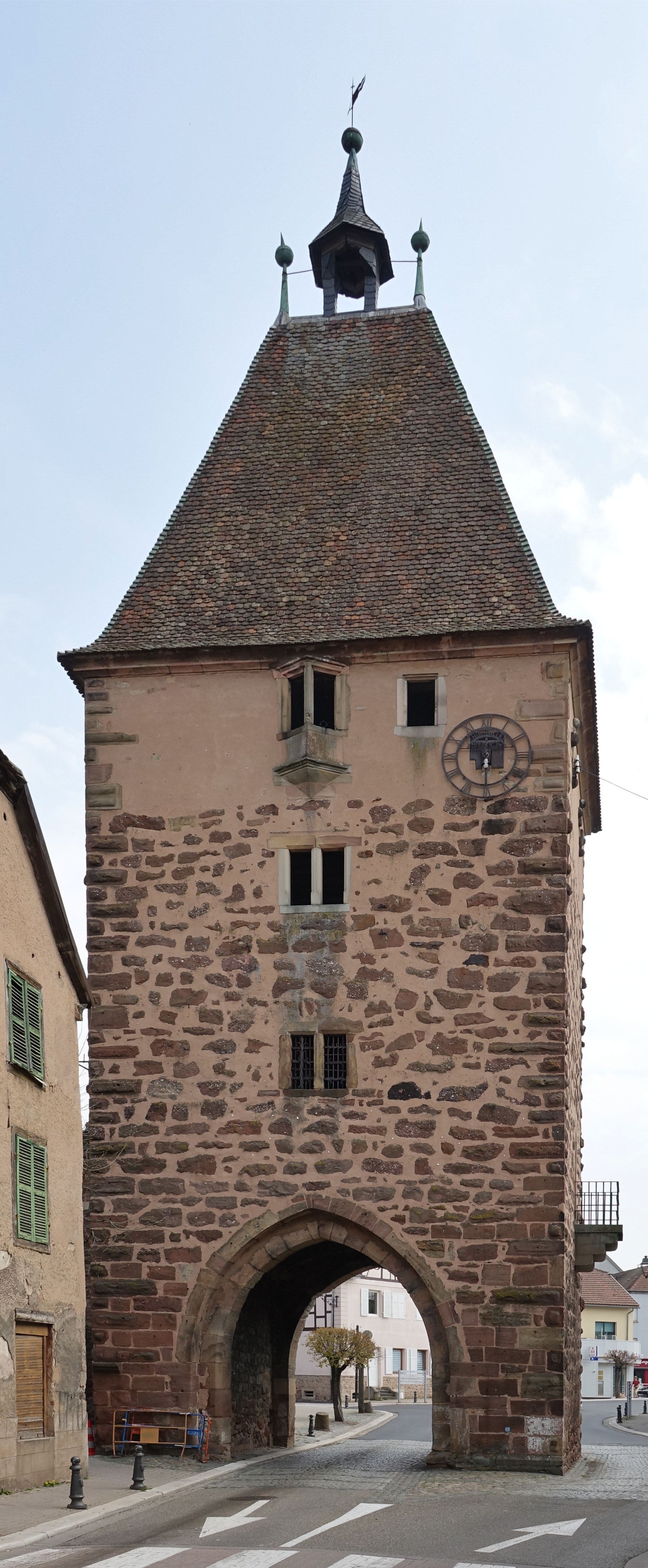
Porte de Strasbourg (XIVe-XVIIIe), façade ouest.
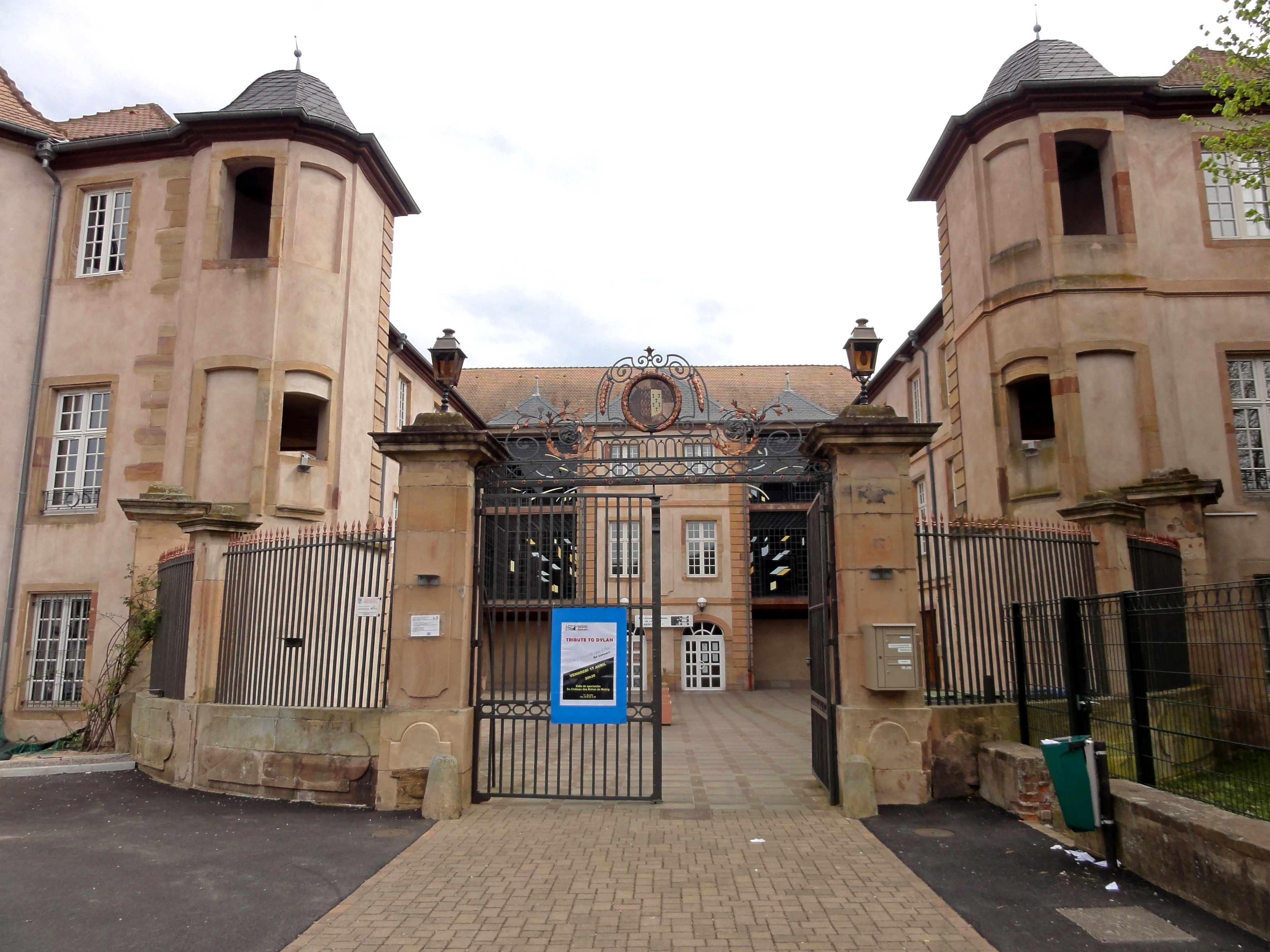
Château épiscopal dit château des Rohan (XVIe-XVIIe-XVIIIe).
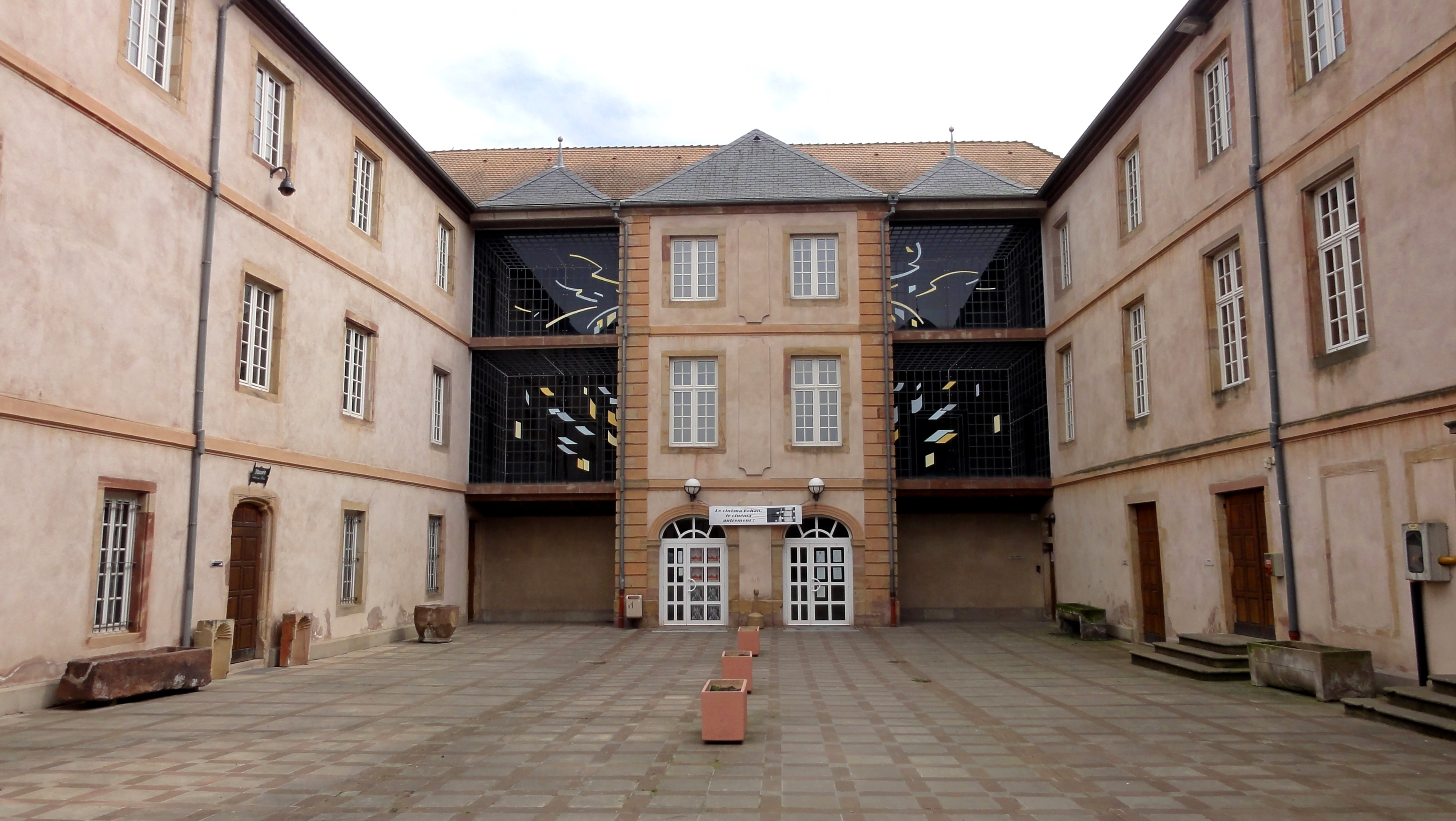
Cour intérieure du château.

#### L’église Saint-Maurice
L'église néo-gothique construite en 1879-1880, financée par des quêtes réalisées de 1856 à 1876, est l'œuvre du curé Hasselmann. Elle est édifiée d'après les plans de l'architecte Charles Winkler et se présente comme une basilique à trois nefs avec transept et chœur pentagonal dans le style gothique du début du XIIIe siècle. L'intérieur retient l'attention par son mobilier néo-gothique homogène, conçu pour l'essentiel par les ateliers Klem de Colmar entre 1884 et 1900.
L'orgue (instrument actuel) de Georges Schwenkedel, de 1931.

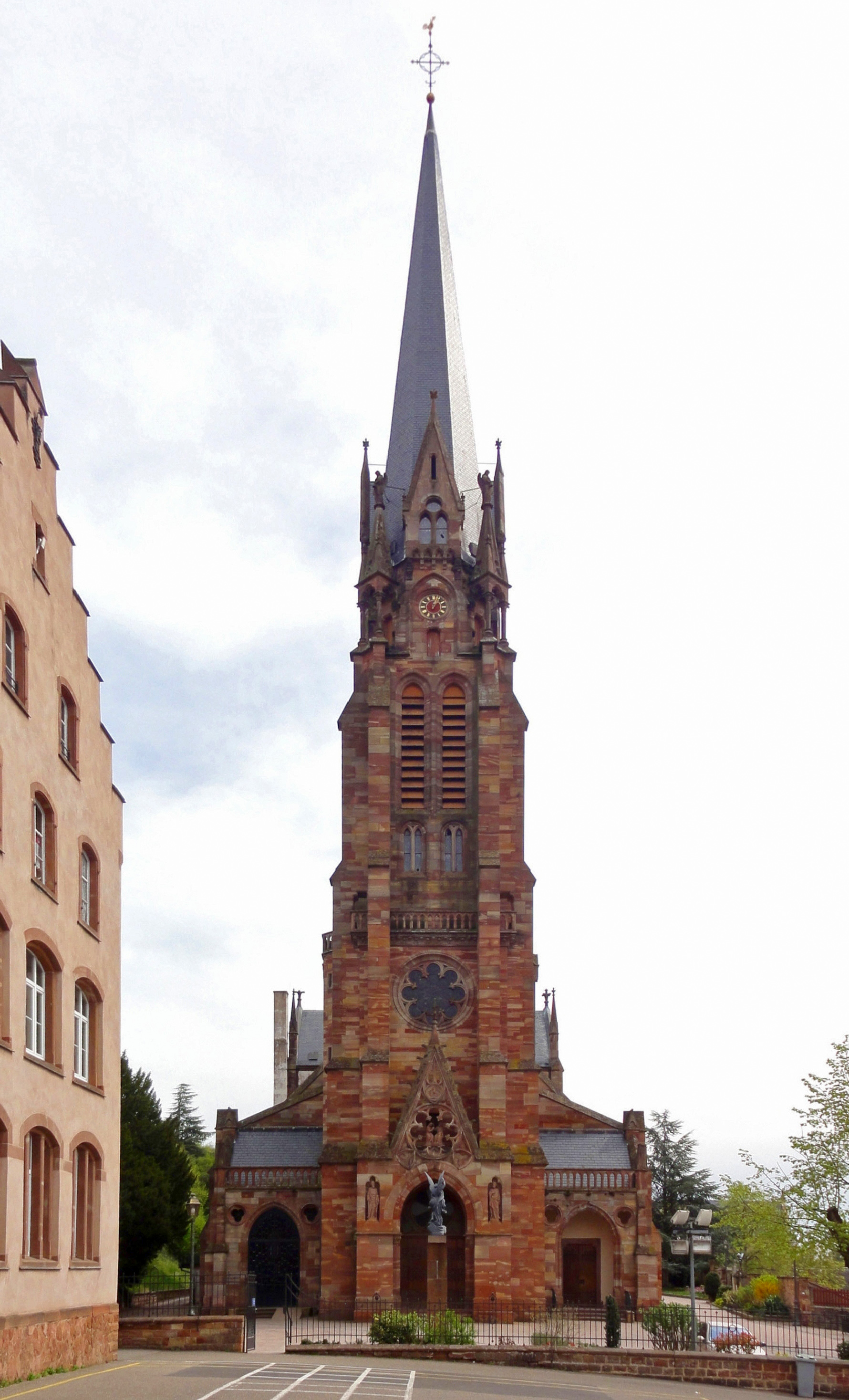
Église Saint-Maurice.
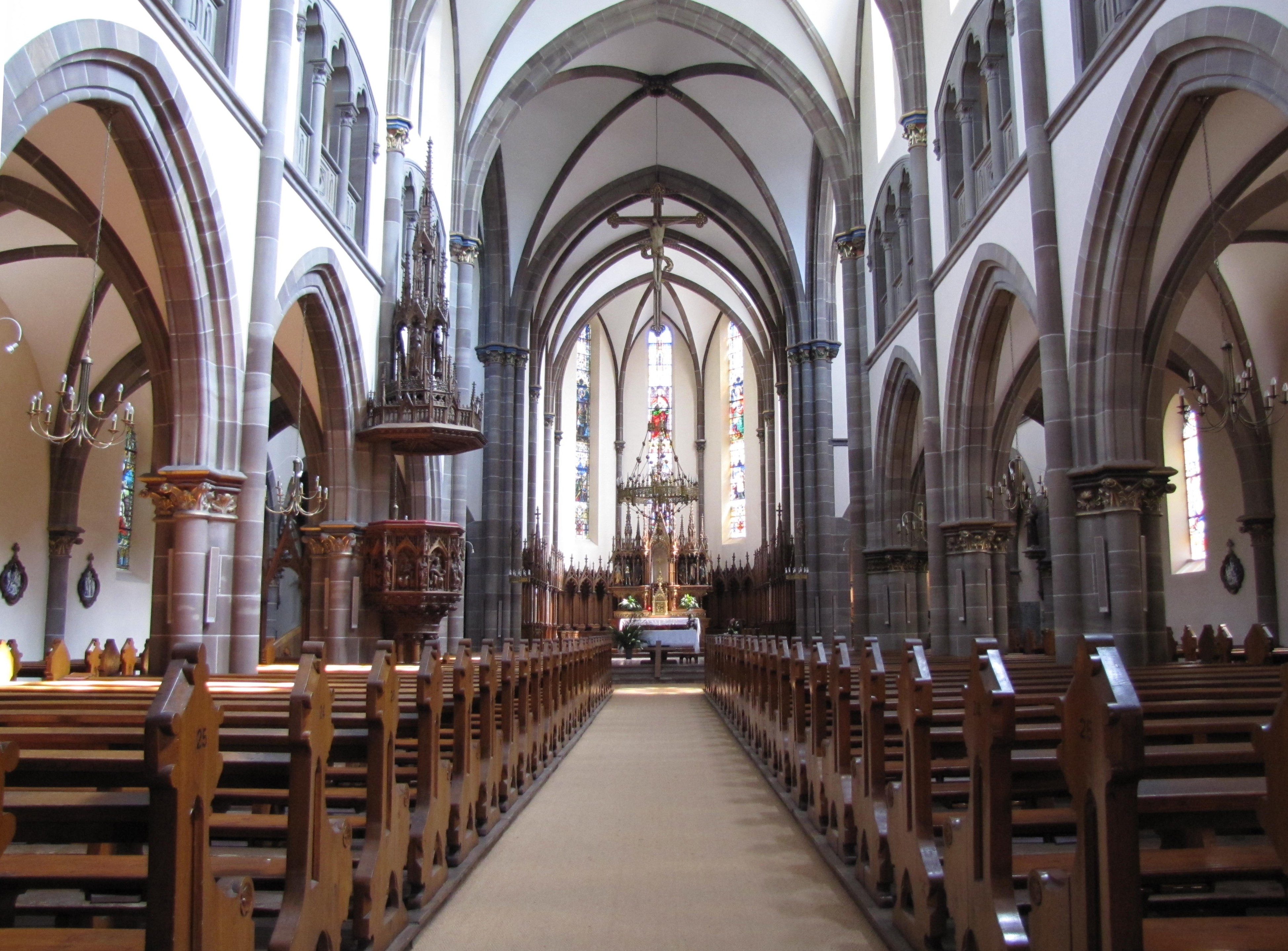
Vue intérieure de la nef vers le chœur.
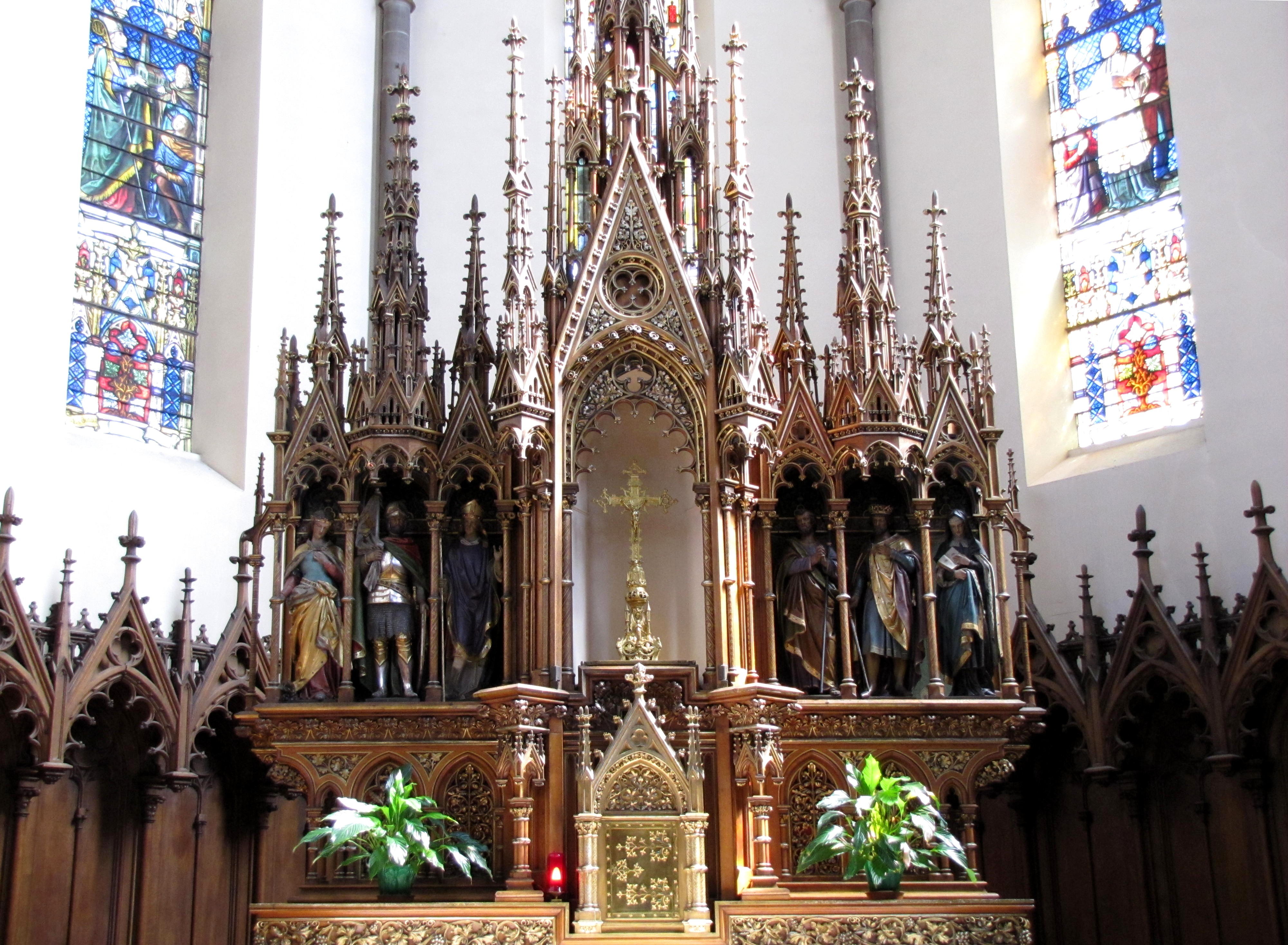
Maître-autel (1886).
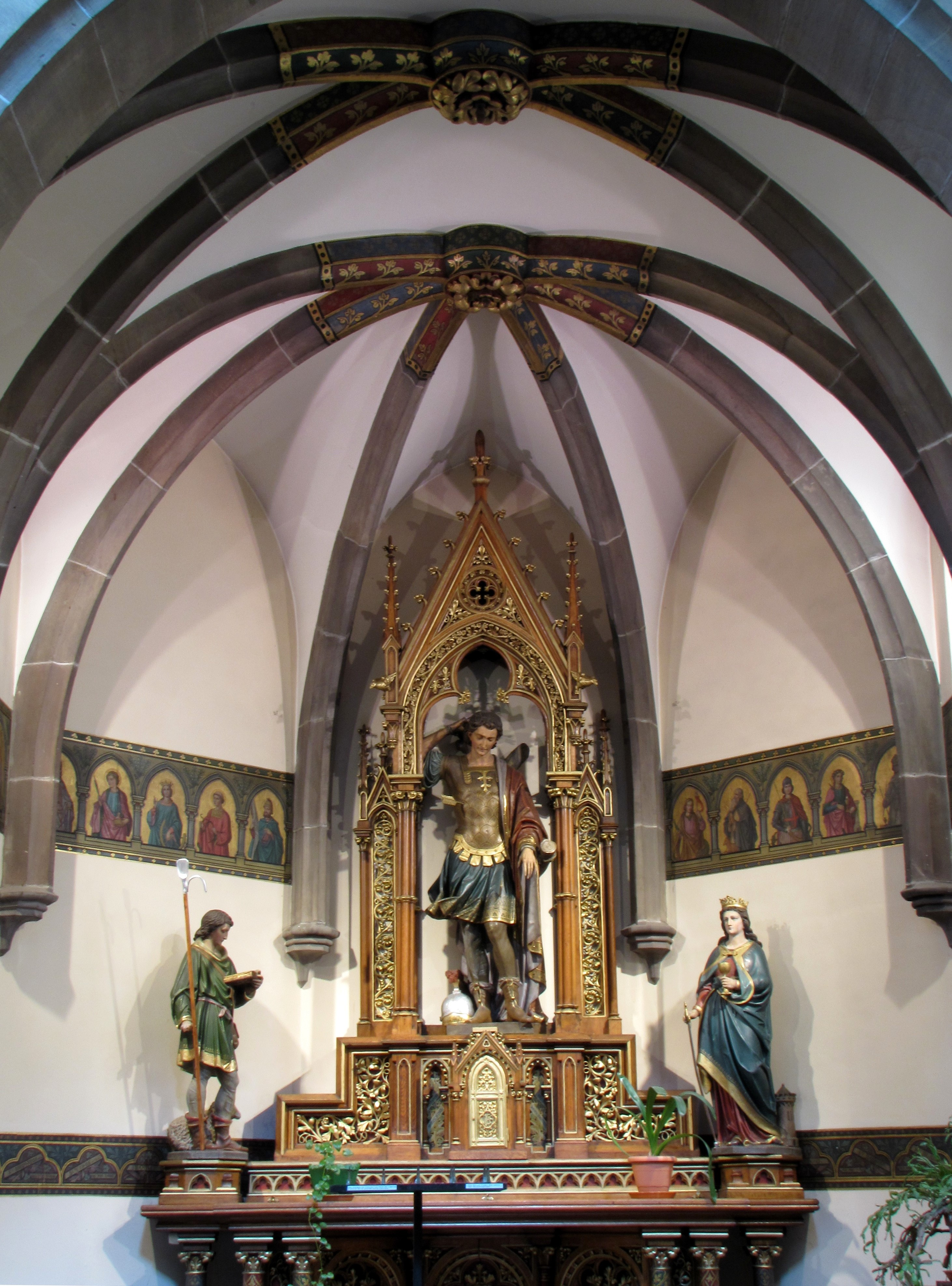
Autel secondaire de Saint-Sébastien (1890).
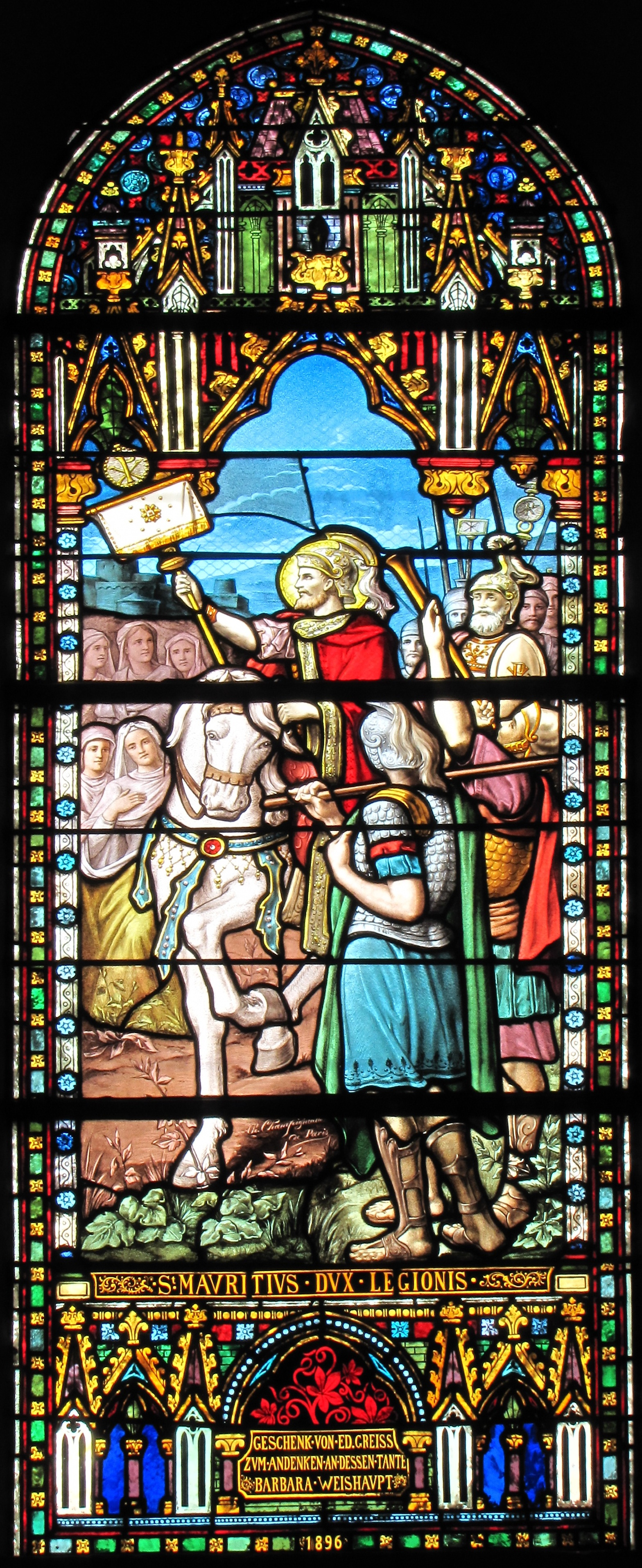
Verrière « saint Maurice conduisant la légion thébaine » (1896).
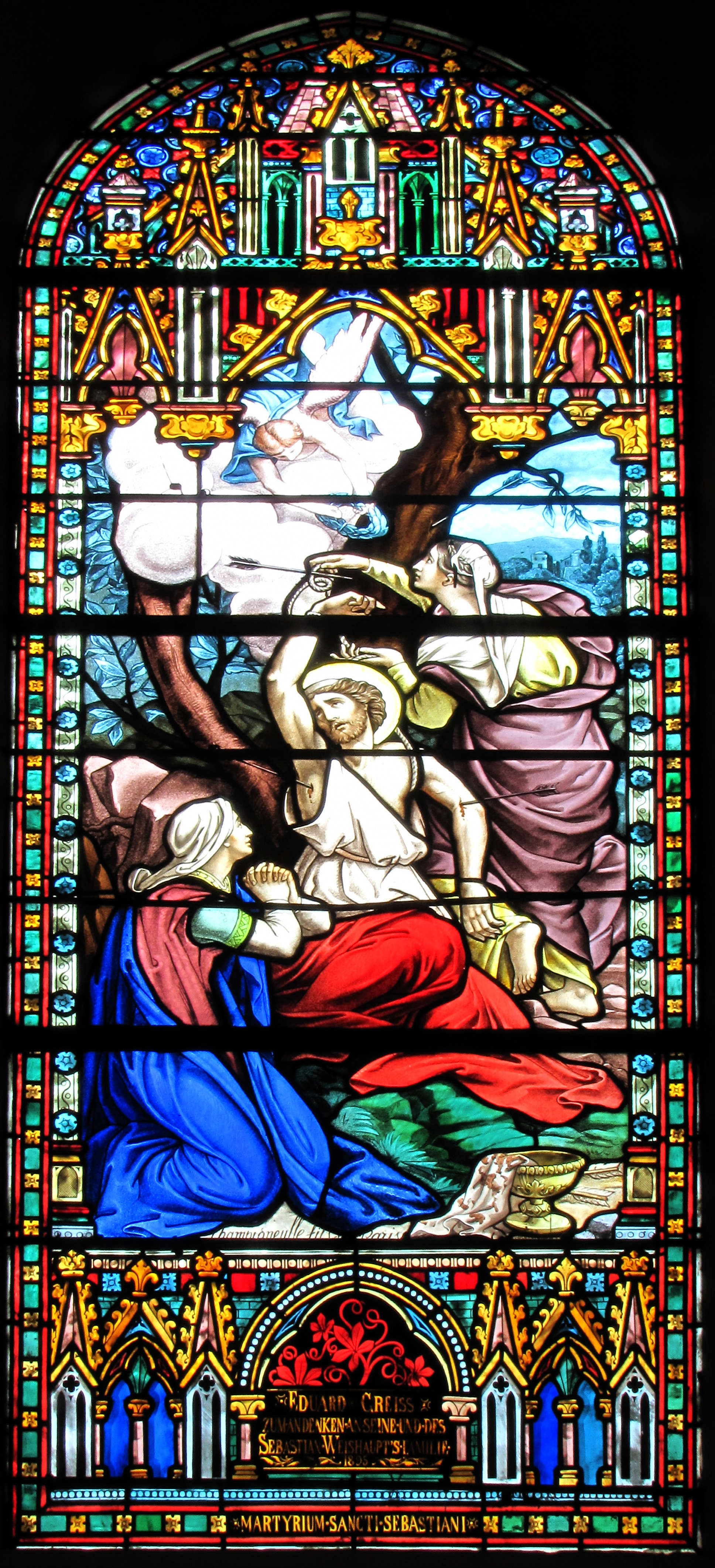
Verrière « Martyre de saint Sébastien » (1897).

#### Le Foyer
Sous l'impulsion du curé François-Xavier Pfister, un foyer paroissial est construit sur les fondations d'une cave de l'ancienne brasserie Kuntz. Il est édifié d'après les plans de l'architecte Johann Knauth. Il a été inauguré le 16 juillet 1905.

#### La synagogue
C'est à l'initiative d'Aaron Meyer que le bâtiment fut édifié ; il conserve toujours son état d'origine. De l'extérieur, la construction est du même style que les grandes maisons bourgeoises ; ce qui fait penser à un lieu culturel sont les fenêtres hautes et les colonnes toscanes de la façade. Le témoin de l'importante communauté juive de Mutzig est le rideau de l'arche sainte qui est le plus ancien de ce type en Alsace.

#### Les cinq chapelles
- Chapelle Saint-Wendelin : élevée en 1566 par Adam de Landsberg, la chapelle est à l'origine dédiée à la Vierge. Les vestiges ornant l'intérieur de la chapelle sont encore visibles aujourd'hui bien qu'abîmés par les travaux de rénovation qui ont été effectués[59].
- Chapelle des Sept-Douleurs : à l'origine, une vierge dominait de sa niche le site de Hermolsheim. La chapelle date de 1780 et aurait été construite par un luthérien guéri lors d'un pèlerinage[60].
- Chapelle Notre-Dame-de-Lorette : c'est en 1666 que fut élevée cette chapelle adossée à l'église conventuelle des Récollets[61].
- Chapelle de la Trinité : elle date de 1740[62].
- Chapelle Saint-Jacques : c'est à l'emplacement du village disparu de Wege que la chapelle fut construite en 1626[63],[64].

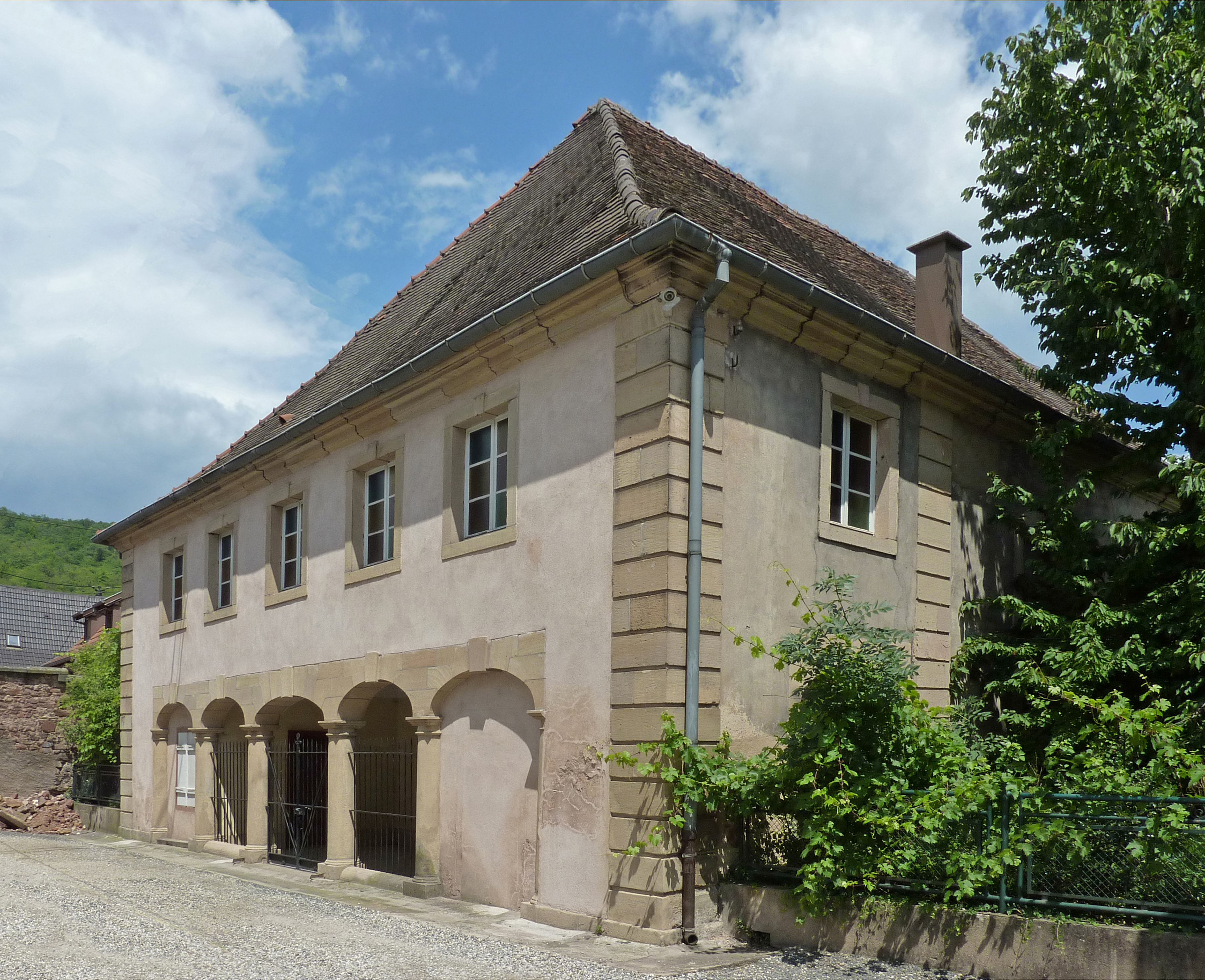
Synagogue de Mutzig (1787).
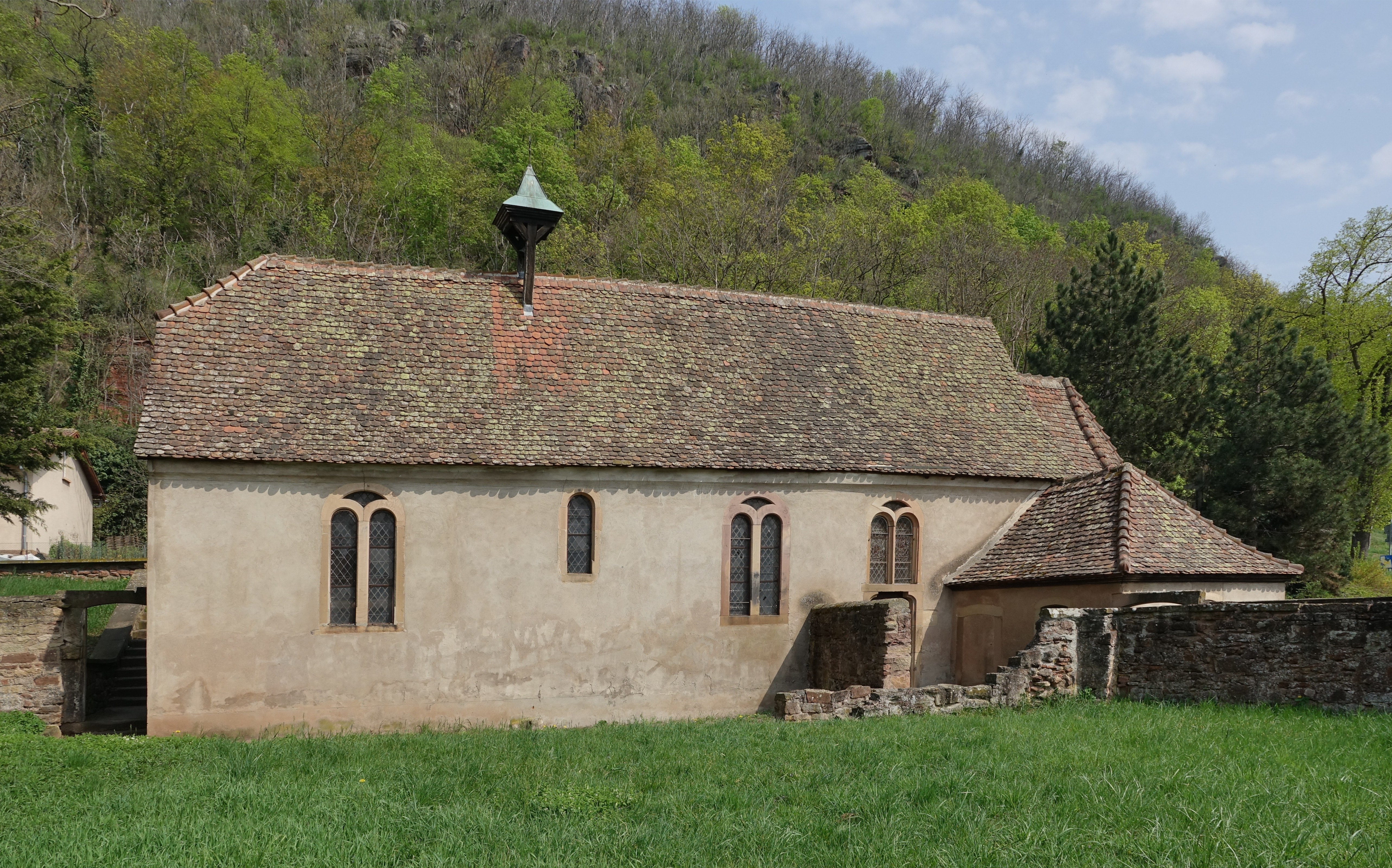
Chapelle Saint-Wendelin (1566).
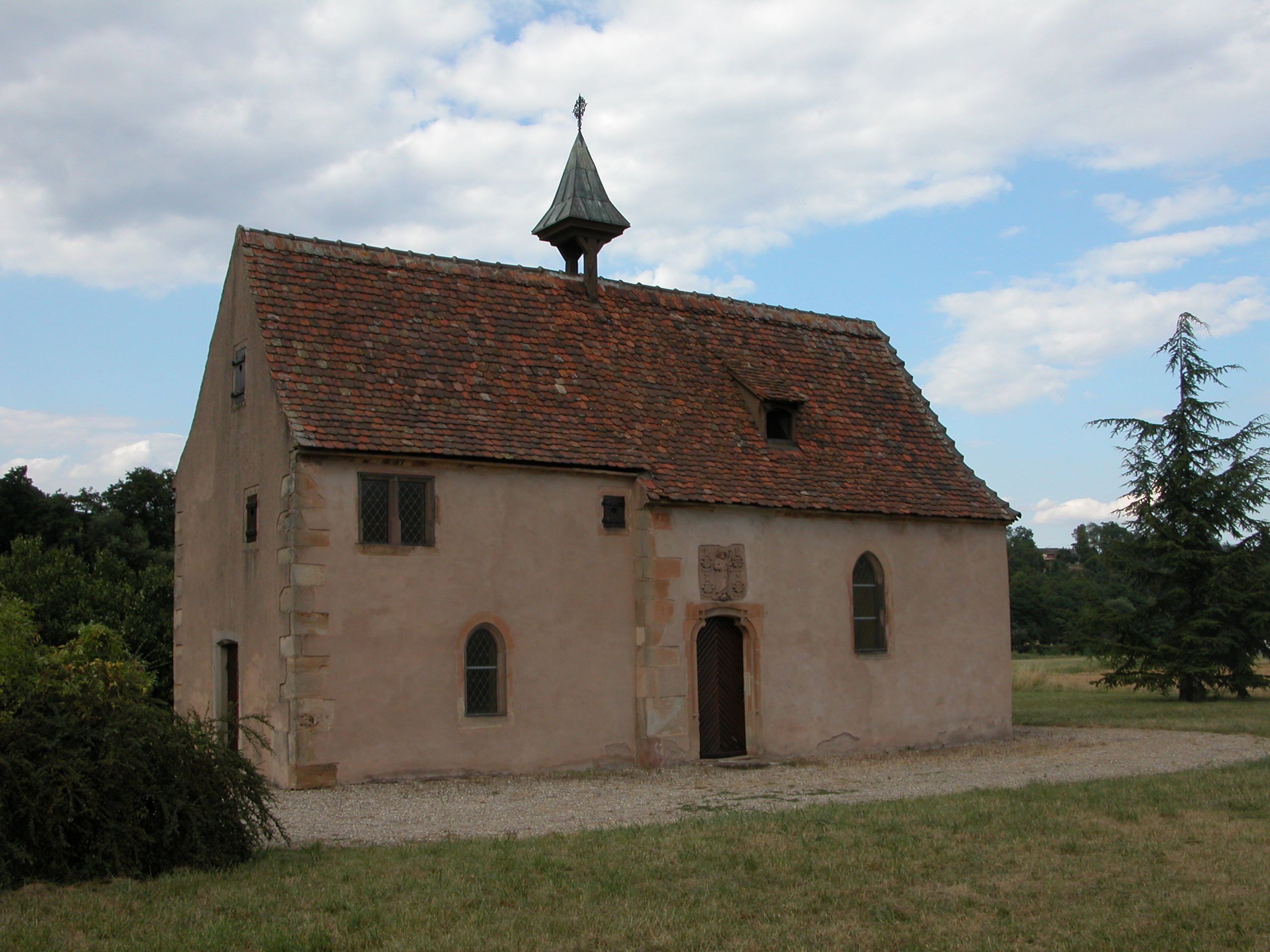
Chapelle Saint-Jacques (1626).
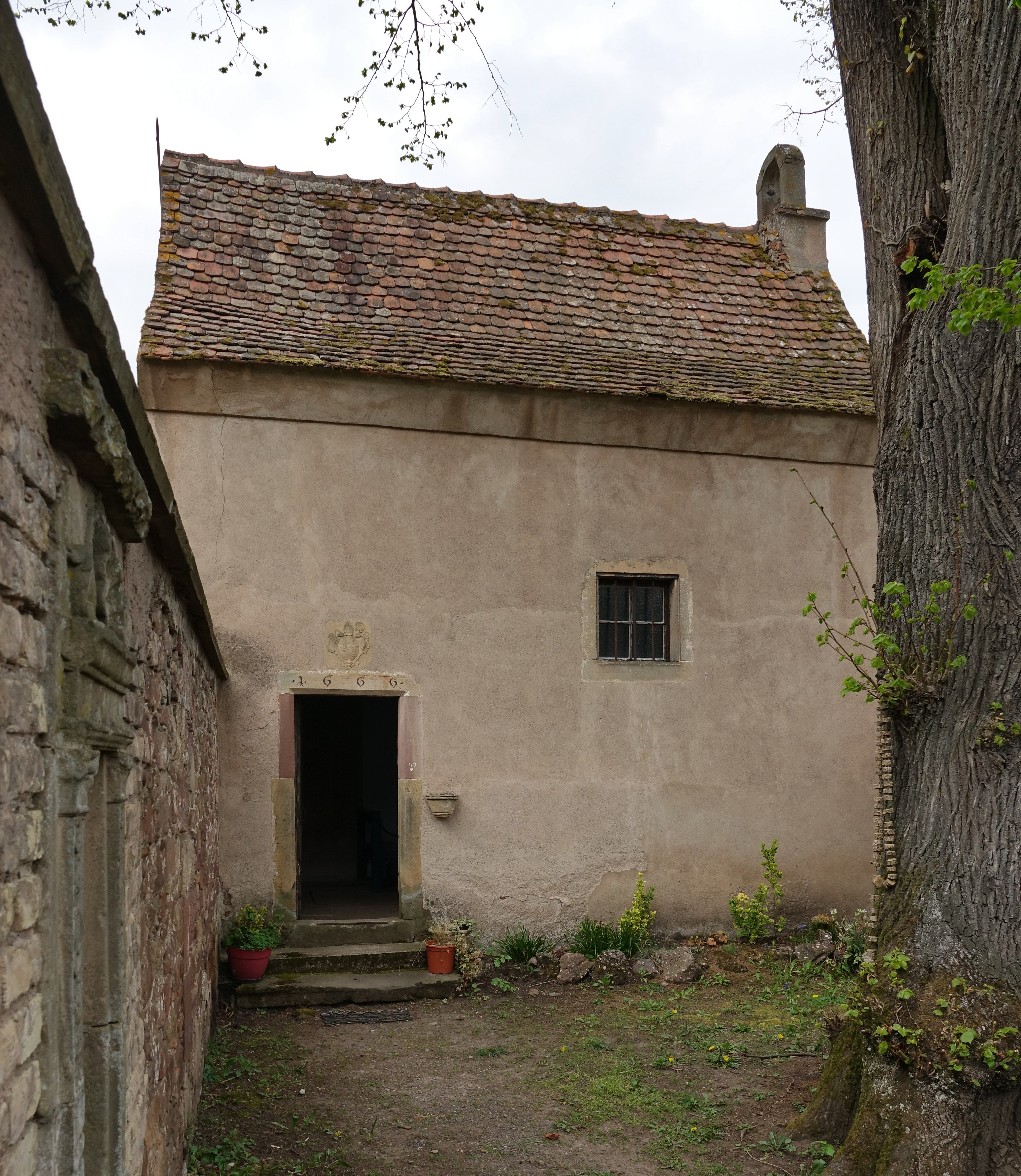
Chapelle Notre-Dame-de-Lorette.
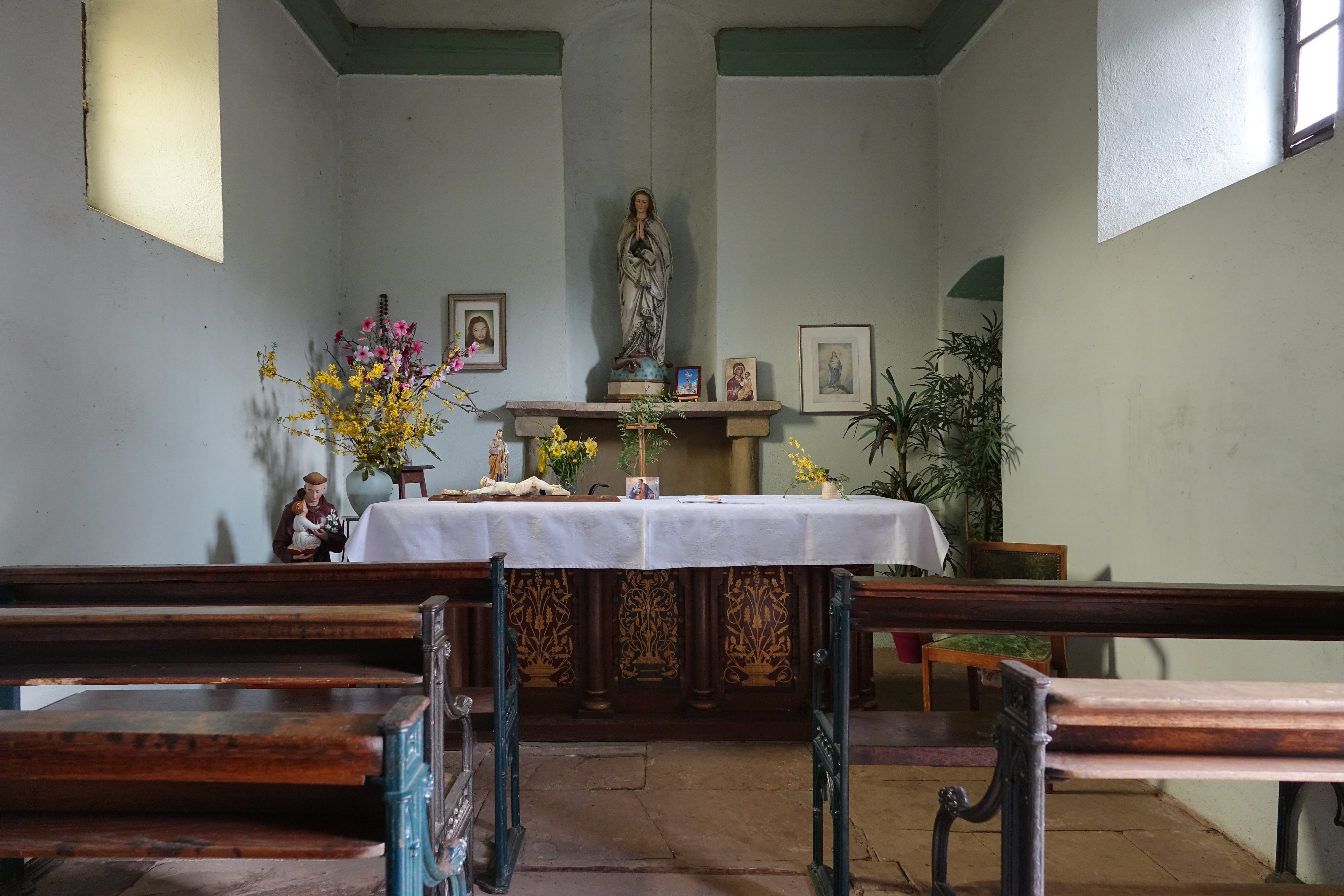
Intérieur de la chapelle Notre-Dame-de-Lorette.
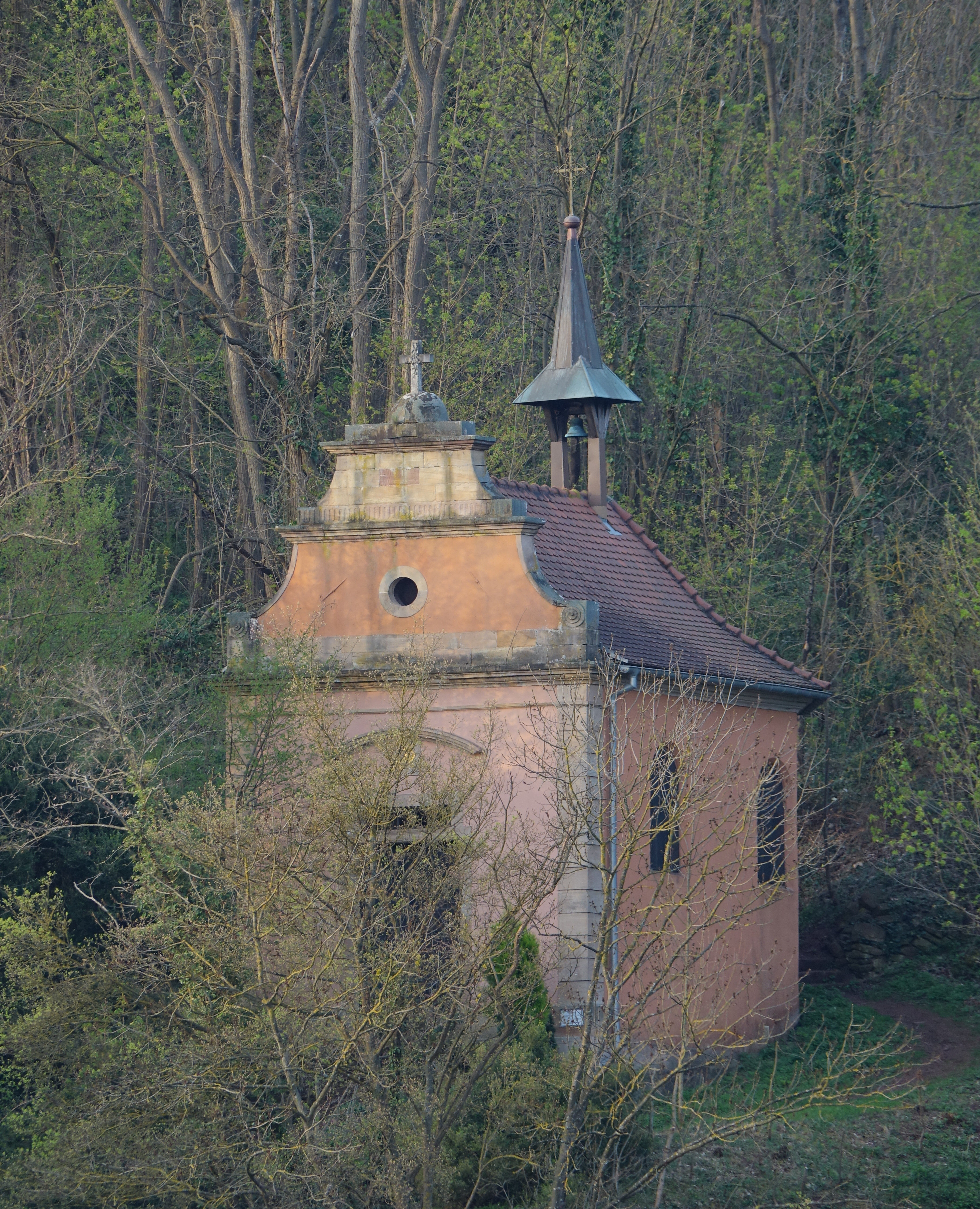
Chapelle Notre-Dame-des-Sept-Douleurs.

#### La brasserie
La brasserie de Mutzig est fondée en 1810 par Antoine Wagner, et est gérée par la famille Wagner pendant cinq générations. En 1969 sous la direction de Roland Wagner elle fusionne avec d'autres brasseries de la région pour former l'Alsacienne de Brasserie (Albra). En 1972, le groupe Heineken acquiert l'Albra et la brasserie. Heineken a fermé le site de production locale en 1989 mais continue de produire sous la marque Mützig une bière qui est commercialisée en Afrique.

#### Autres bâtiments remarquables

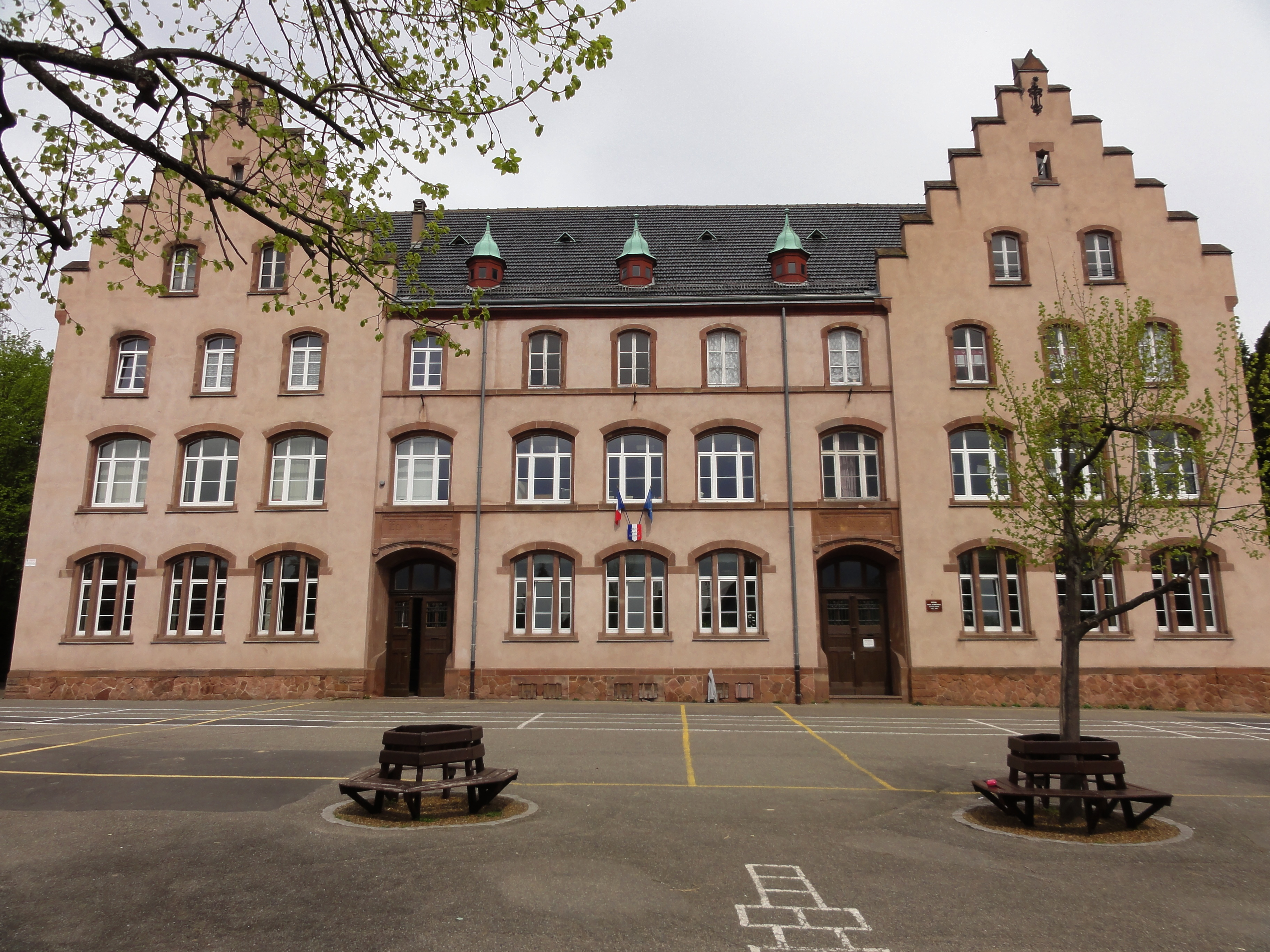
Ecole primaire René-Schickelé (1903), 15 rue de l'Église.
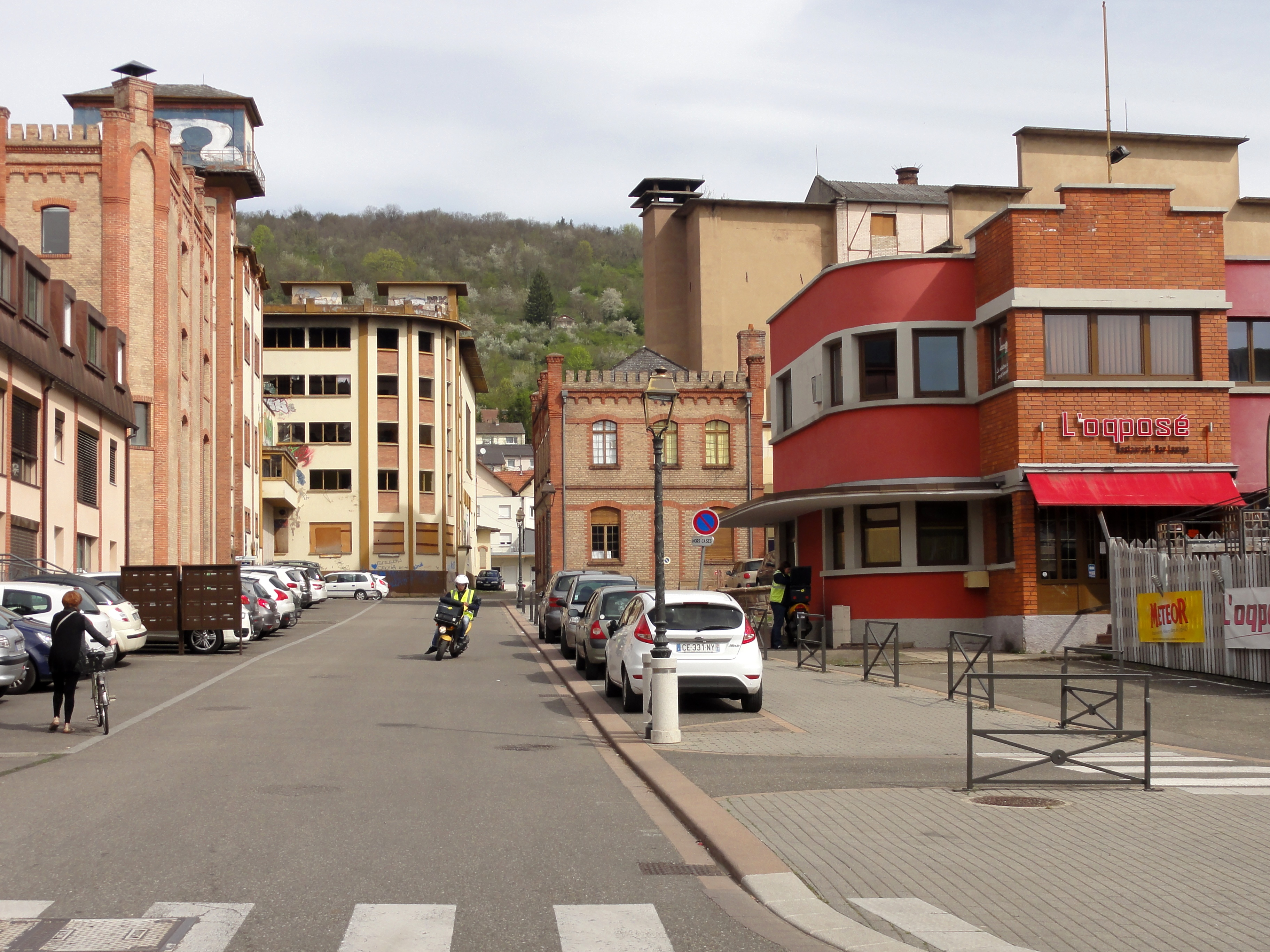
Site de l'ancienne brasserie Wagner de Mutzig (1895)
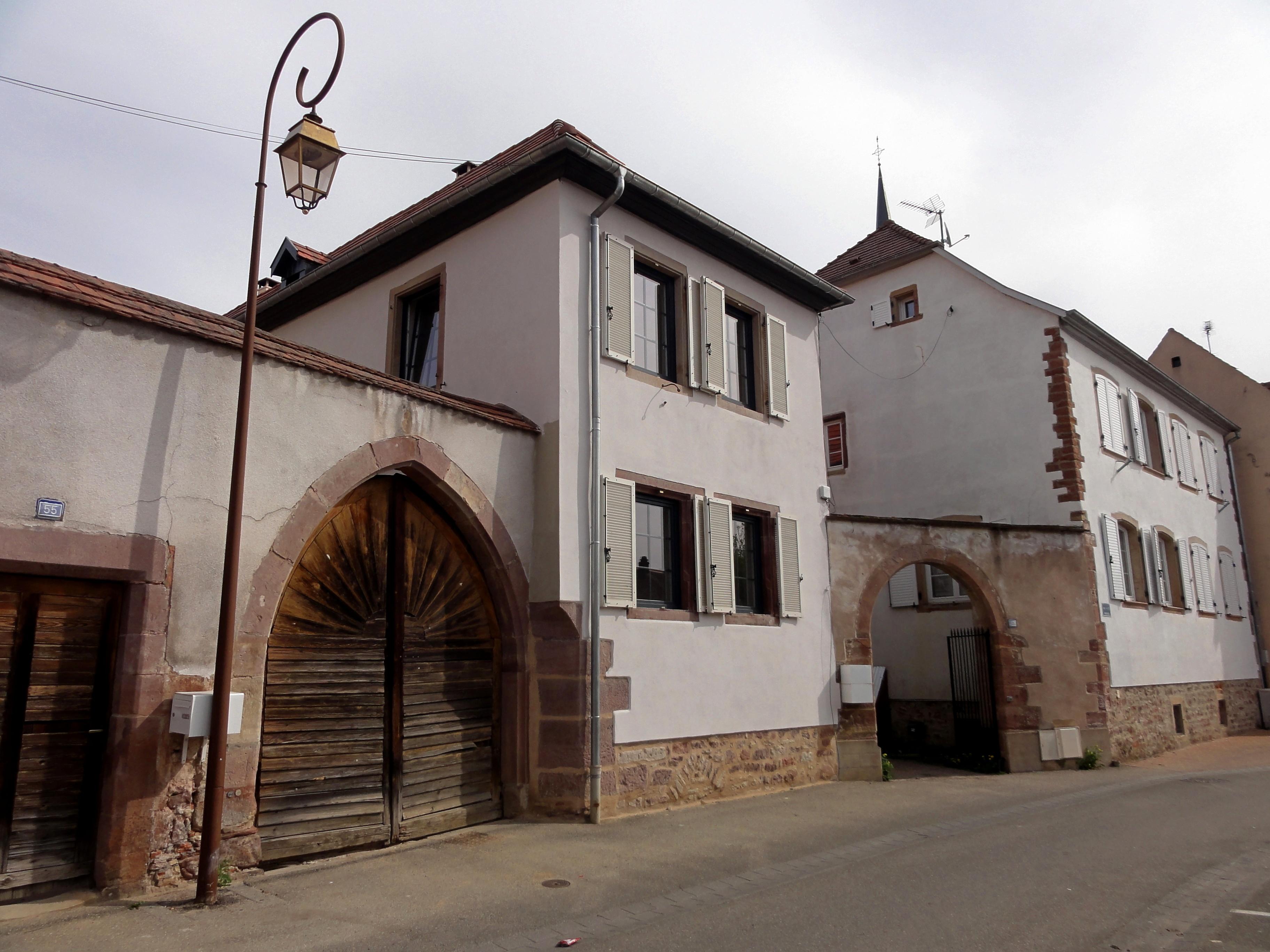
Maisons (XVe au XIXe), 55-57 rue Haute.
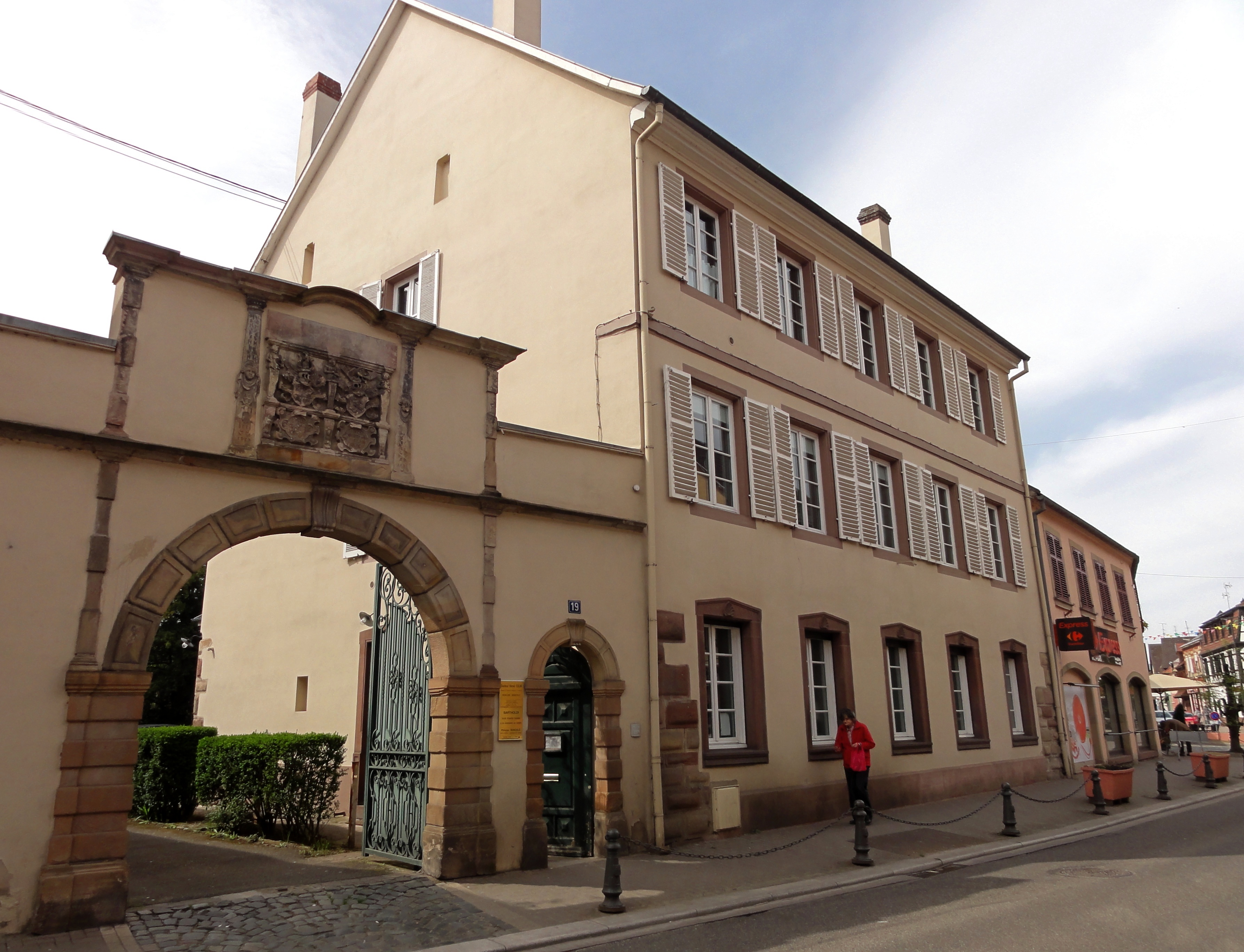
Maison de Beinheim (1589), 19 rue du Maréchal-Foch
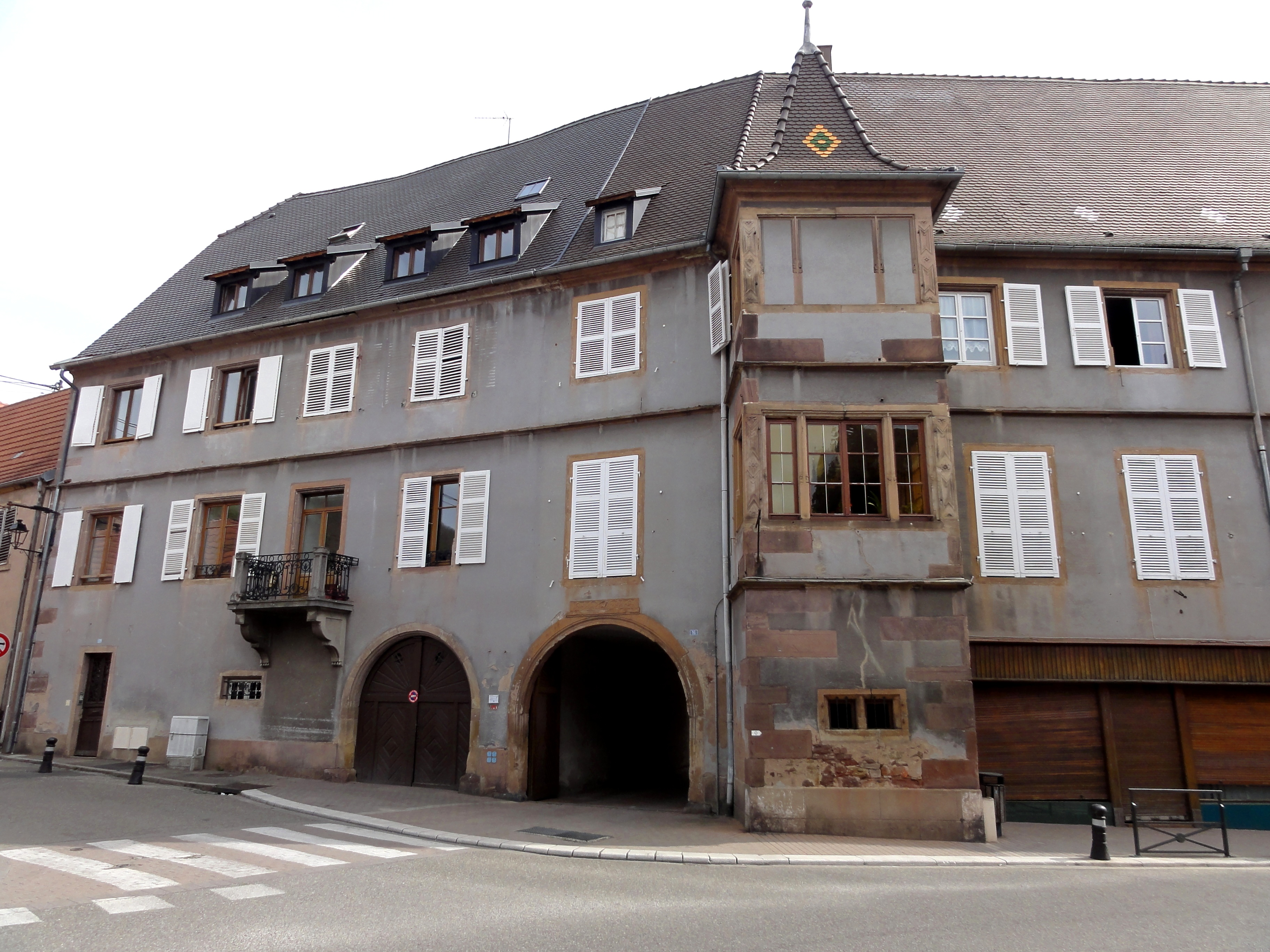
Maison des Landsberg (XVIIe), 16 rue du 18-Novembre-1918
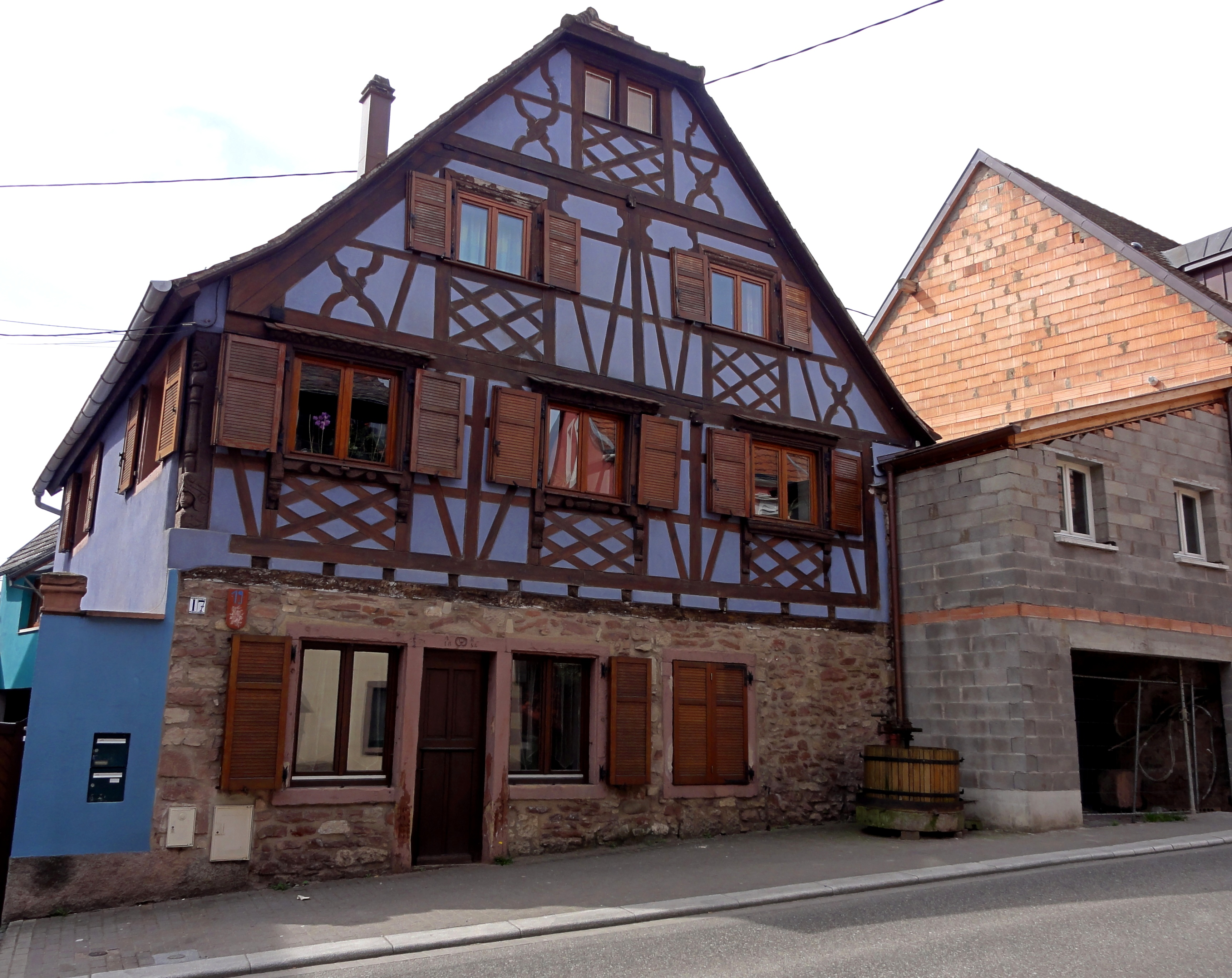
Maison de savetier (XVIIe-XVIIIe)), 17 rue du 18-Novembre-1918
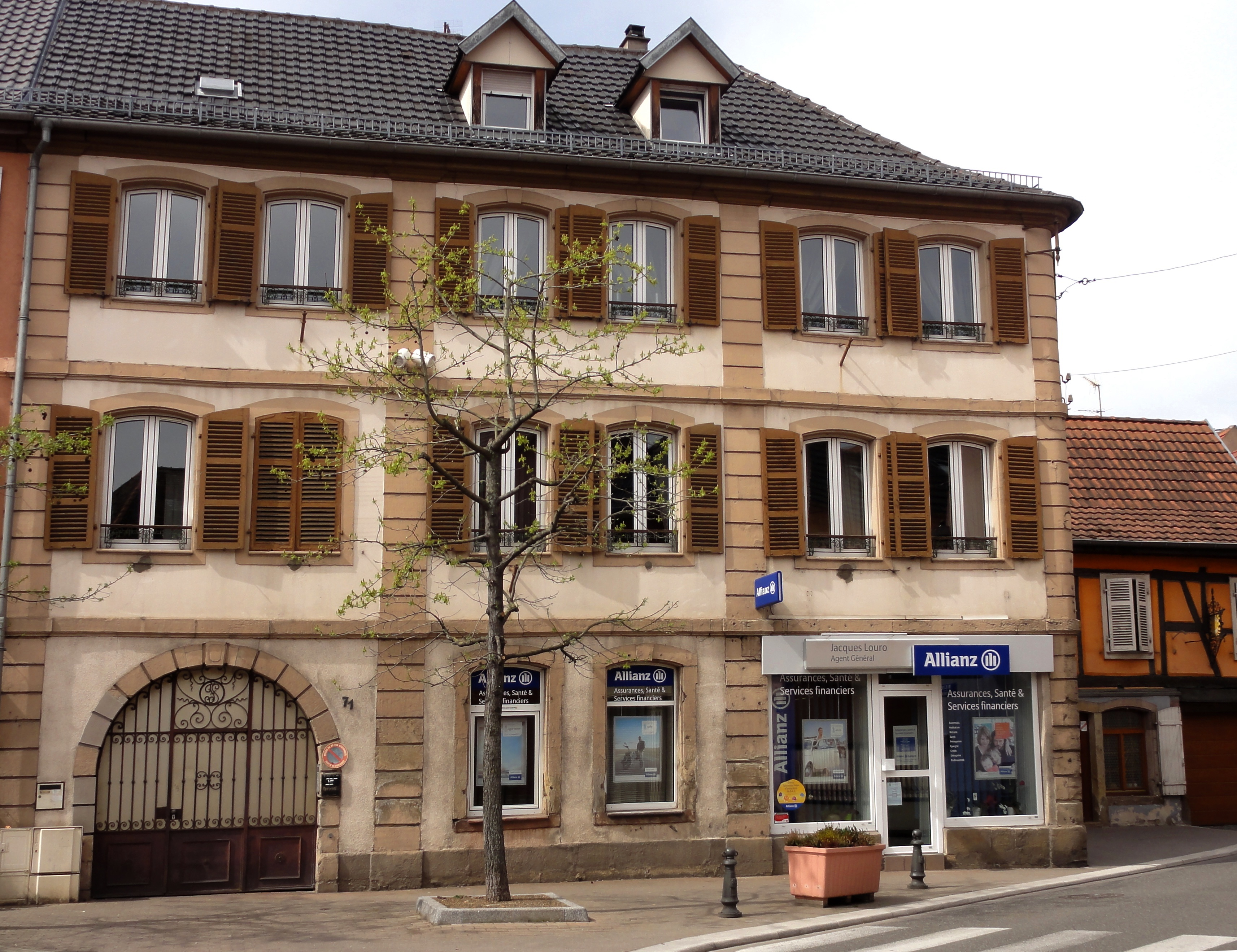
Maison (XVIIIe), 71 rue du Maréchal-Foch
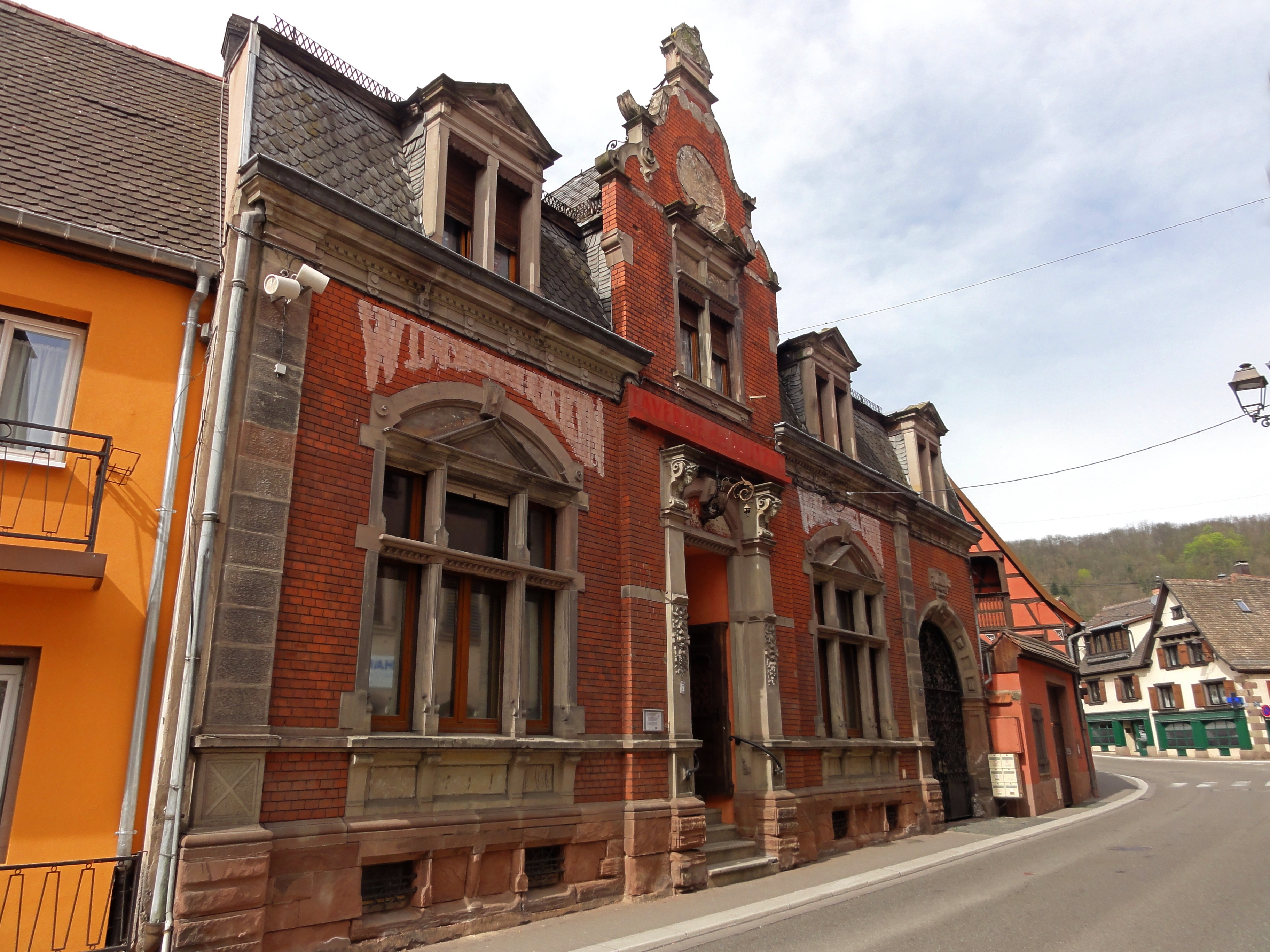
Banque puis restaurant (1898), 7 rue du 18-Novembre 1918
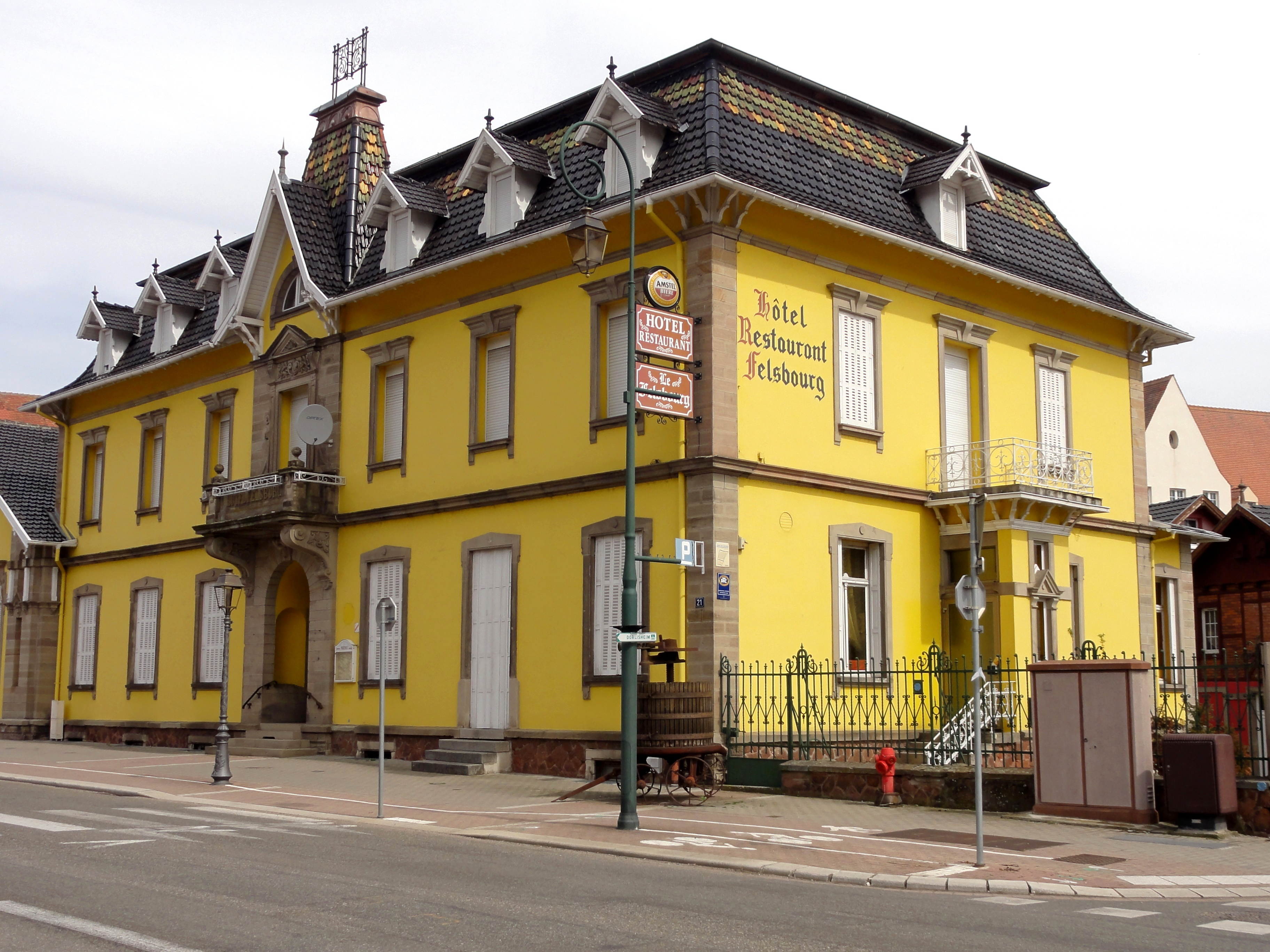
Hôtel-restaurant "Le Felsbourg" (1898), 21 avenue du Général-de-Gaulle
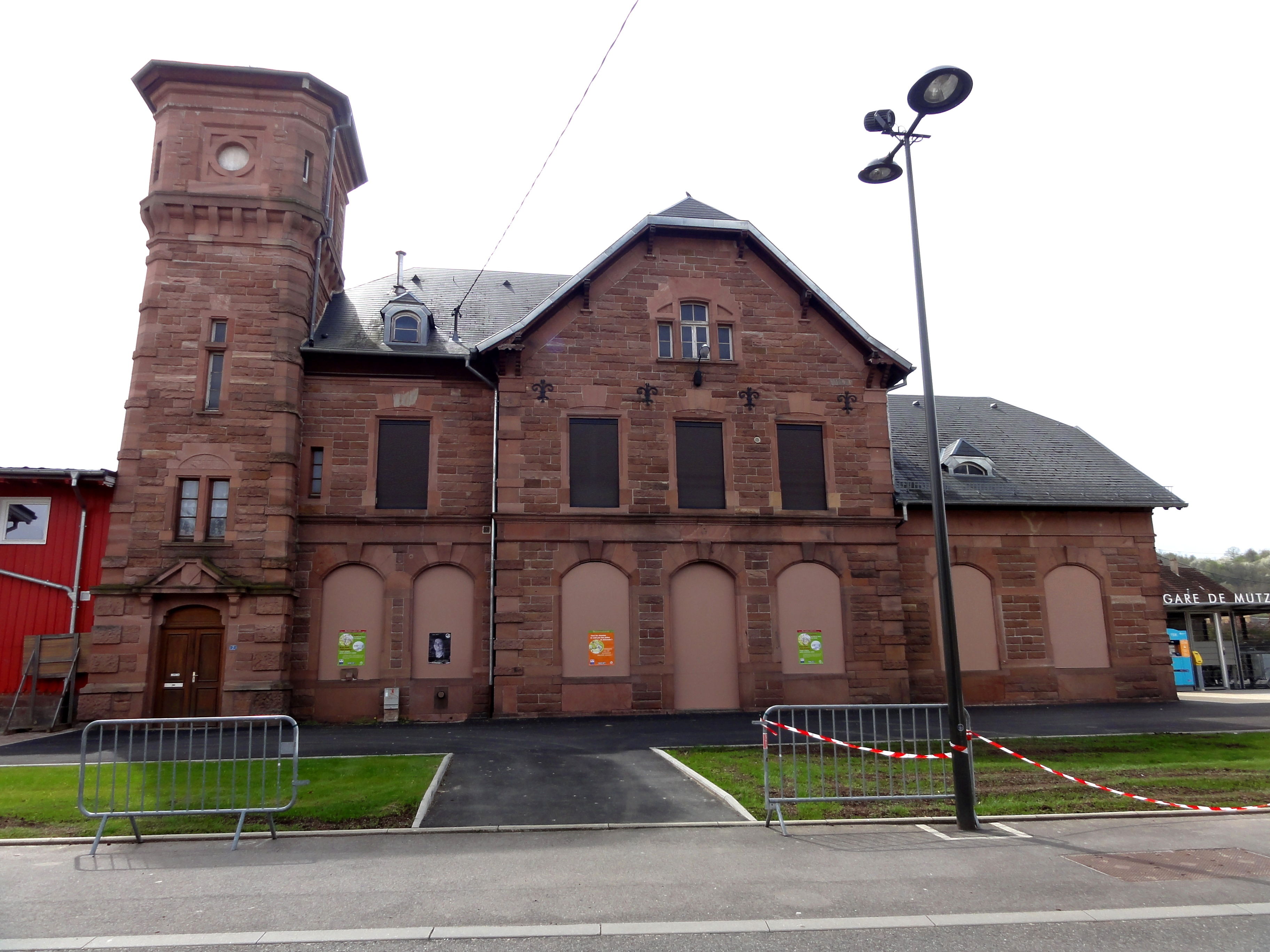
Gare de Mutzig (1902)

#### Monuments liés aux guerres

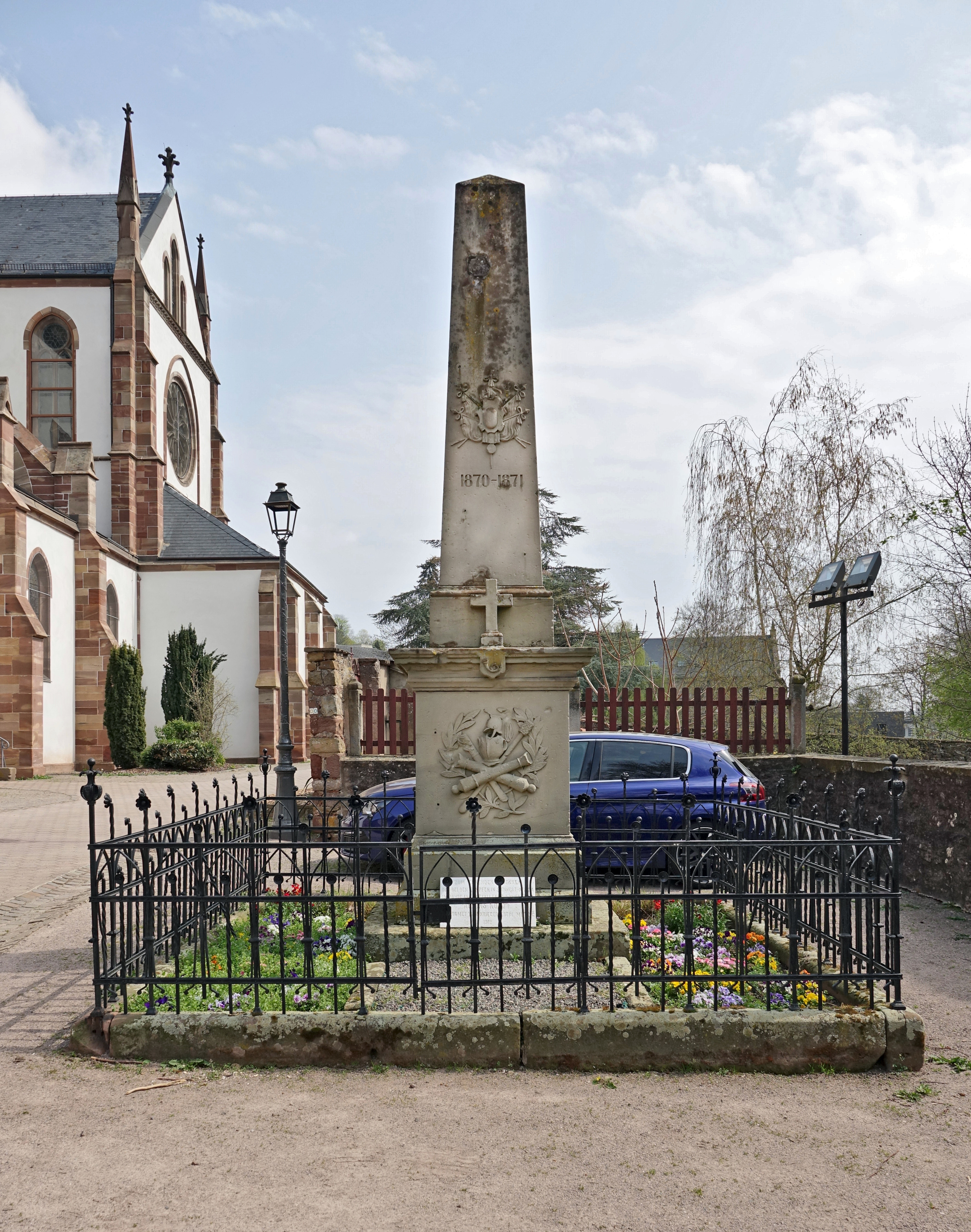
Monument aux morts de la guerre franco-allemande de 1870.
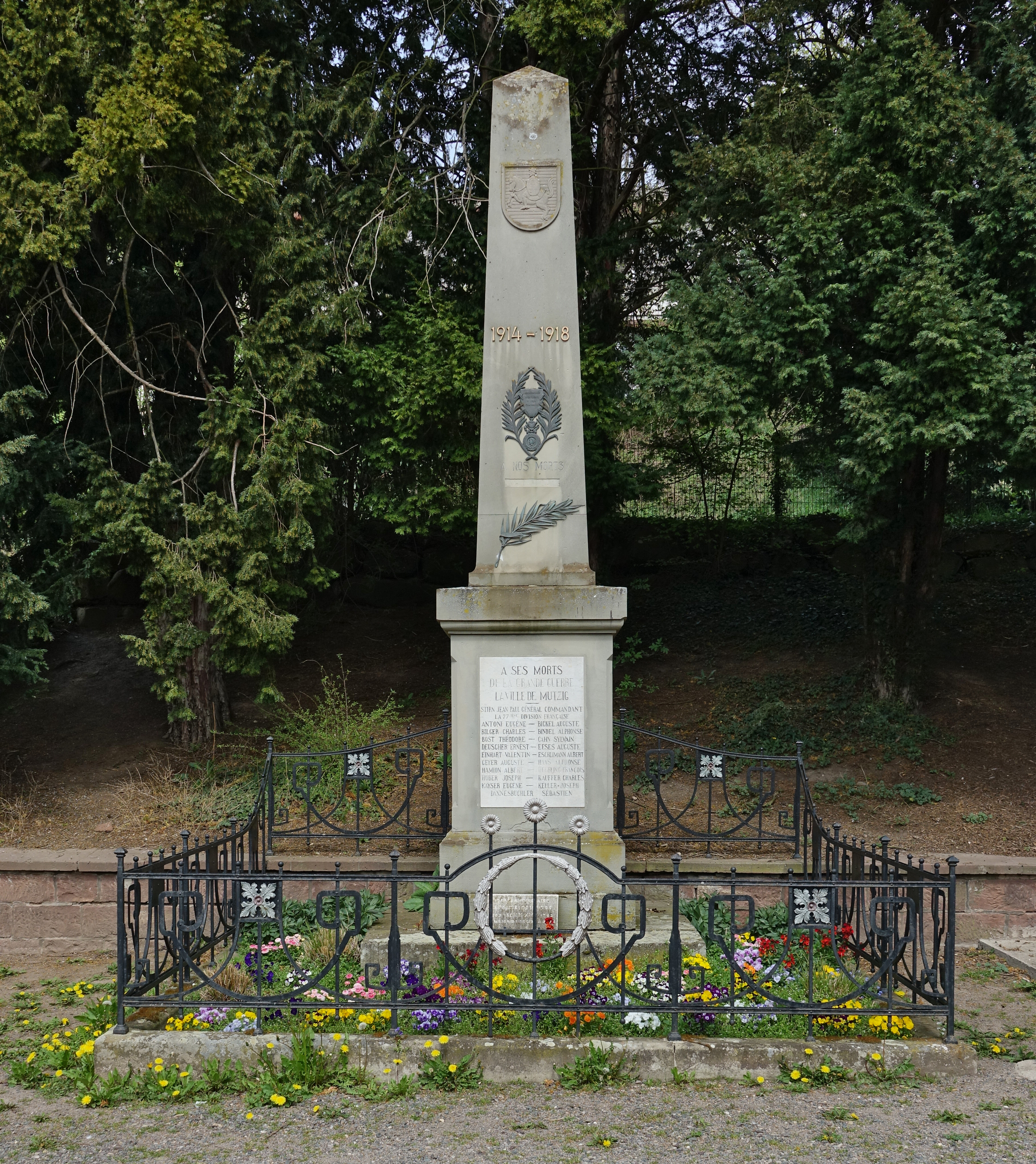
Monument aux morts de la Première Guerre mondiale.
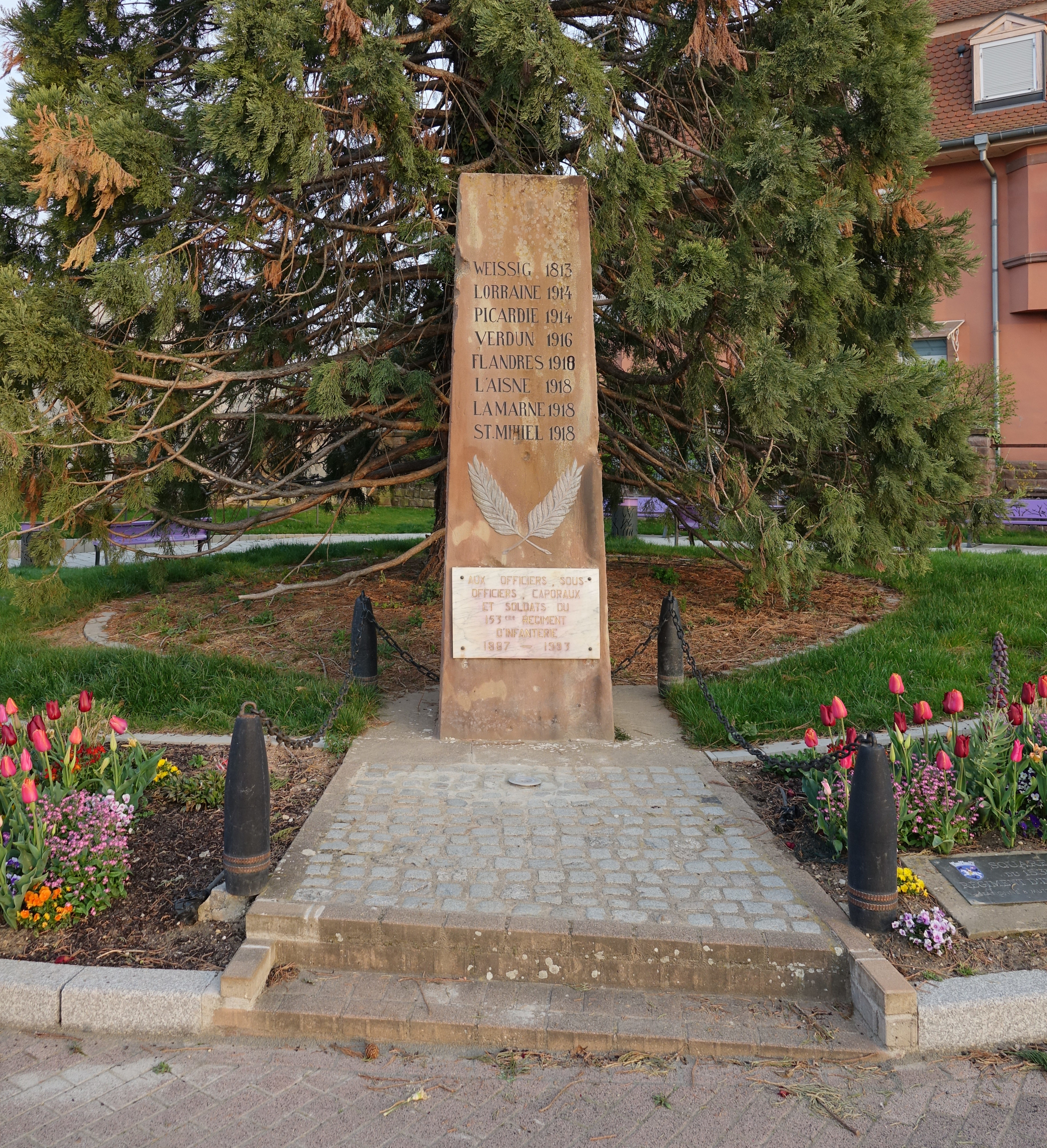
Monument aux morts en hommage aux militaires.

### Personnalités liées à la commune
- Aaron Meyer,(1710-1795), Préposé Général de la Nation Juive en Alsace de 1746 à 1788, artisan de la révision du procès de Hirtzel Lévy en 1755.
- Louis François Antoine Arbogast (1759-1803), mathématicien né à Mutzig.
- Jean-Jacques Sorg (1743-1821), peintre et décorateur qui vécut les dernières années de sa vie à Mutzig.
- Marie-Louis-Joseph Sorg (1791-1870), artiste-peintre né à Mutzig.
- Joseph Guerber (1824-1909), écrivain et journaliste, vicaire à Mutzig.
- Antoine Alphonse Chassepot (1833-1905), armurier né à Mutzig.
- Joseph Gass, (1865-1951), chanoine et érudit né à Mutzig.
- Jean Paul Ernest Stirn (1867-1915), militaire né à Mutzig.
- Gaston Lévy (1902-1990), médecin pédiatre et résistant.
- Arsène Wenger, joueur à l'AS Mutzig entre 1969 et 1973.
- Jean-Noël Huck (1948-), international français de football.
- Christophe Felder (1965-), chef pâtissier, auteur de nombreux livres à succès sur la pâtisserie et qui possède la pâtisserie "Les Pâtissiers" à Mutzig.

### Festivités de la ville
- Marché de Pâques.
- Défilé des sans-culottes, 13 juillet au soir.
- Marché aux Puces, fin août.
- Fontaine de la bière, le dernier dimanche d'août/ premier de septembre.
- Marché annuel, avant : le mardi suivant la fontaine de la bière / maintenant : en même temps que la fête de la bière
- Marché de Noël, les week-ends de décembre.

### Patronyme
Le nom de famille Mutzig est peu courant et lié historiquement à la région de Mutzig. La généalogie complète remonte à 1660 (Wendling Mutzig de Balbronn) mais de nombreuses traces écrites remontent à une lignée de petite noblesse (Mutziche) jusqu'au début du XIIe siècle. Beaucoup de documents ont été détruits dans l'incendie du tribunal de Strasbourg durant la guerre de 1870-1871, ce qui rend extrêmement difficile la reconstitution de l'historique.

### Héraldique
| Blason de Mutzig | Blason  | D'azur à Saint Maurice équestre, armé de toutes pièces d'or, tenant de son bras senestre un écu de gueules à la croix d'argent et de sa dextre une lance à pennon du troisième chargé d'une croix aussi d'argent, sa monture du même, le tout accompagné de trois corbeaux volants cousus de sable* (et allumés d'argent). |
| Blason de Mutzig | Détails | * Ces armes emploient le terme « cousu » dans le seul but de contrevenir à la règle de contrariété des couleurs : elles sont fautives : sable sur azur. Armes présentent sur le premier sceau connu de la ville, datant de 1263. Le statut officiel du blason reste à déterminer.                                          |
| Blason de Mutzig | Alias   | D'argent au tourteau agrandi d'azur chargé de saint Maurice d'or sur un cheval d'argent, tenant un bouclier de gueules à la croix d'argent et une lance d'or au pennon de gueules chargé d'une croix d'argent, le tout accompagné de trois corbeaux volants d'or.                                                          |